# Marcel Cerdan
Vous lisez un « bon article » labellisé en 2022.
Pour les articles homonymes, voir Cerdan.
Marcel Cerdan est un boxeur français, né le 22 juillet 1916 à Béni Saf en Algérie Française et mort le 28 octobre 1949 dans un accident aérien survenu dans l'archipel des Açores.
Sous l'impulsion de son père, Marcel Cerdan commence la boxe anglaise sur un ring installé au milieu de la salle de bal du café familial à Casablanca au Maroc. Devenu boxeur professionnel en 1933, il effectue ses premiers combats rémunérés en Afrique du Nord où il se fait un nom. Surnommé « le bombardier marocain » ou « l'homme aux mains d'argile », son talent lui permet d'être emmené en France en 1938 où il devient champion de France à trois reprises puis champion d'Europe dans la catégorie des poids mi-moyens.
Le déclenchement de la Seconde Guerre mondiale suspend son ascension et reporte sa conquête de l'Amérique. De retour sur les rings en janvier 1941 après dix-huit mois d'absence, Marcel Cerdan conquiert à nouveau le titre européen des poids mi-moyens, multiplie les combats et les succès. Montant d'une catégorie en poids moyens, il gagne les titres de champion de France, d'Europe et du monde entre 1946 et 1948. Victorieux sur les rings américains, son succès par KO technique contre Tony Zale au Roosevelt Stadium lui offre un accueil de héros national à son retour en France. Compagnon d'Édith Piaf, sa notoriété dépasse le cadre sportif et le voit tourner dans plusieurs œuvres cinématographiques. Cerdan meurt tragiquement au sommet de la gloire dans l'accident du vol Paris-New York dans la nuit du 27 au 28 octobre 1949.

## Biographie

### Jeunesse
Marcellin Cerdan naît le 22 juillet 1916 à 21 h dans le quartier du « Petit Paris » de Sidi Bel Abbès en Algérie,,,. Il est le quatrième et dernier garçon d'Antonio Cerdán (1880-1946) et Assomption Cascales (1886-1934), qui auront également une fille deux ans plus tard. Ses trois frères aînés se prénomment Vincent, Antoine, Armand, sa sœur cadette Clotilde,. Ses deux parents sont d'origine espagnole : son père vient de Valence et sa mère est née à Sidi Bel Abbès de parents, Pedro Cascales et María Amorós, originaires du village d'Abanilla, près de Murcie. Les deux familles ont émigré de l'autre côté de la mer Méditerranée, au Nord de l'Afrique, au XIXe siècle, attirées par la promesse d'une vie meilleure. À la naissance de Marcellin, son père est journalier et sa mère sans profession,.
Au début des années 1920, son père Antonio démontre un sens des affaires désastreux à la tête d'une boucherie-charcuterie qu'il a reprise à son beau-frère parti s'installer à Casablanca,,. La famille vit dans l'extrême pauvreté. Un matin en 1921, un cousin du père de famille lui rend visite et lui loue le développement économique de Casablanca sous l'impulsion du Général Hubert Lyautey. L'année suivante, Antonio Cerdán décide de suivre son conseil et d'installer sa famille au Maroc, alors sous protectorat français. La famille traverse Oujda, Fès, Meknès, et Rabat jusqu'à Casablanca perchée sur une camionnette. Elle s'installe à Mers Sultan dans un quartier déshérité appelé « Cuba » où des baraques ont été construites à côté de la mer. Antonio Cerdán y acquiert un café-bal dans lequel il organise tous les jeudis des exhibitions de boxe avec ses fils en tête d'affiche,.
Le jeune Marcellin, enfant pourtant chétif,, y dispute son premier combat de boxe à l'âge de huit ans. À dix ans, il boxe au cinéma Majestic, comme ses frères, et oblige son jeune adversaire à se réfugier derrière l'arbitre, remportant en guise de victoire une paire d'espadrilles et la barre de chocolat pourtant promise au vaincu,,. Toute sa famille et ses amis le surnomment alors Marcelino. Il apprend l'arabe et l'espagnol mais n'aime pas l'école et est happé dans les parties de football jouées dans la poussière du quartier de Maârif,. Enfant de la rue, Marcelino vit dehors, court, joue à cache-cache entre les fiacres et parfois se bagarre,. Il ne fréquente l'école communale de la Maison Blanche qu'à l'heure du réfectoire, ratant son certificat d'études primaires et quittant l'école à onze ans. Il travaille alors pour aider sa famille, d'abord comme coursier au magasin de cycle Bargasse puis rapidement comme apprenti-mécanicien dans un garage Renault,. Affecté au graissage des ponts arrière, il passe ses journées à dormir sous les châssis, si bien qu'il est renvoyé après quelques jours de présence. Le jeune garçon devient aide-plombier mais démissionne pour sauver son honneur après avoir égaré la boîte à outils. Redevenu coursier, il est de nouveau renvoyé après s'être fait voler le vélo que lui prêtait son employeur alors qu'il jouait au football. S'il fait de nouveaux essais comme commis aux Chantiers du Maroc en tant qu'apprenti-électricien puis vulcanisateur,, son père a conscience que Marcel a de l'or dans les poings, ce qui le destine à la boxe.

### Carrière de boxeur

#### L'espoir casablancais (1933-1937)

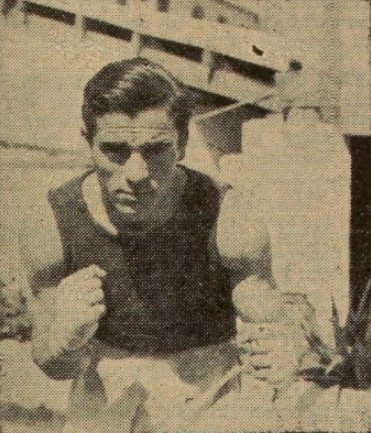
Photographie de Marcel Cerdan dans Le Petit Marocain en mars 1936.

Marcel Cerdan suit les traces de ses trois frères aînés, Vincent, Antoine, champions d'Afrique du Nord des poids plumes, et Armand, champion du Maroc poids coqs. Vincent étant parti gérer un restaurant, Antoine ayant décidé de devenir électricien et Armand s'étant blessé sévèrement au genou, le fils cadet de la famille est la dernière option du Père Cerdan d'obtenir un revenu supplémentaire de sa passion pugilistique,. Pour ce faire, son père signe tous les combats qui se présentent — que son jeune fils remporte avec une remarquable facilité — et encaisse l'intégralité des gains. Le 4 juin 1933, Marcel Cerdan dispute son premier combat professionnel à l'âge de seize ans au « Petit Central » de Casablanca,. Il y domine aux points l'Espagnol Gomez, 18 ans, ce qui rapporte à son père deux cents francs et une montre,,.
Après ce premier combat, Antonio Cerdan pousse son fils à s'entraîner auprès de Lucien Roupp. Ce dernier a installé en 1932 une salle d'entraînement dans le garage qu'il vient d'acquérir et dirige une petite écurie de boxeurs. À l'entraînement, Marcel Cerdan est toujours escorté par son père qui le regarde sans indulgence depuis le bord du ring. Lorsqu'il ne l'accompagne pas, le jeune boxeur ne met pas les pieds à la salle et y préfère les terrains vagues où il joue au football. Les huit premiers combats professionnels de Marcel Cerdan, disputés entre 1933 et 1934, ne seront jamais reconnus et ne figurent pas à son palmarès officiel. Cerdan enchaîne contre Young Gitan à Rabat, Bob Obadia à Fès et à Casablanca puis contre Klee à Marrakech,.
En novembre 1934, le boxeur casablancais domine Marcel Bucchianeri dans son premier combat officiel reconnu mais le ménage, ne gagnant qu'aux points,. Cerdan n'aime pas faire mal et n'aime pas la boxe, sport auquel il préfère nettement le football,. Moins d'une semaine après son premier succès, son père lui impose un deuxième combat, contre Léon Benazra, qu'il remporte avant la limite par arrêt de l'arbitre dans la cinquième reprise. Le 13 avril 1935, le Casablancais impressionne contre Max Privat, qu'il contraint à mettre un genou au sol dès la deuxième reprise avant de conclure en cinq rounds,,,,. Le 22 juillet, jour de son dix-neuvième anniversaire, sa mère meurt au domicile familial,. Bien qu'il n'ait aucune indépendance financière, Marcel prend une chambre meublée dans le quartier du Maârif. Le 3 août, il bat Francesco Mestre aux points à Casablanca.
En mars 1936, Lucien Roupp cède à l'insistance du Père Cerdan pour organiser le combat entre Marcel et Antoine Abad, excellent boxeur de la même écurie. La soirée est une grande réussite et attire une large foule, si bien qu'elle fait céder la caisse mobile, envahissant la salle sans débourser le prix du billet d'entrée. Mis en difficulté en fin de combat, au bord de l'évanouissement, Marcel Cerdan obtient la victoire par décision arbitrale. Après plusieurs affrontements au Maroc, le jeune Cerdan combat pour la première fois à Alger en novembre 1936 face à Aissa Attaf qu'il bat par knock-out en trente-deux secondes,. La ville d'Alger est alors la vitrine de la boxe nord-africaine, les réunions y sont scrutées par les organisateurs parisiens. Sa première performance algéroise impressionne et les propositions se multiplient. Sous la direction de son père, il accepte une revanche face à Attaf en janvier 1937, un succès par abandon, et poursuit sa séduction du public algérois deux semaines plus tard face à Maurice Naudin, ancien champion de France,. Opposé à deux occasions à Omar Kouidri, d'abord à Rabat le 2 mars puis à Alger le 3 avril, Cerdan obtient de justesse deux nouvelles victoires lors de rudes batailles,. Lors du deuxième affrontement, Marcel se fracture la main droite, l'obligeant à un repos de trois mois,.
À son retour sur les rings, le 3 juillet, Cerdan affronte et bat un boxeur peu connu, Ali Omar, en cinq reprises, dans un hall de la Foire d'Alger presque vide,. Revenu à Casablanca, Marcel semble silencieux et soucieux, il avoue après plusieurs jours s'être fait avoir en ayant signé un contrat en blanc pour cinq ans,. Son père, furieux, trouve une faille en discutant avec Lucien Roupp : la signature n'est pas valable car le jeune boxeur n'est pas encore majeur, à quelques jours près,,. Le jour des 21 ans du boxeur, le clan Cerdan cède, comme prévu de longue date, tous pouvoirs à Roupp pour contracter au nom du boxeur,,. En août, à la veille de son opposition avec Marcel Bouaziz, aussi connu sous le nom de Kid Marcel, à Oran, Marcel Cerdan est victime d'une diarrhée. La maladie ne l'empêche pas de dominer nettement Kid Marcel aux points. Quelques semaines plus tard, à Casablanca, Marcel Cerdan valide son billet pour Paris en battant le champion tchécoslovaque Eddy Rabak (Eduard Hrabák (d)), surnommé le « Carpentier tchèque »,,. Cerdan fait tomber son adversaire à six reprises, la première fois au bout de quarante secondes, et prouve par cette victoire par KO qu'il mérite de traverser la mer Méditerranée.

#### Des débuts parisiens au titre européen (1937-1939)

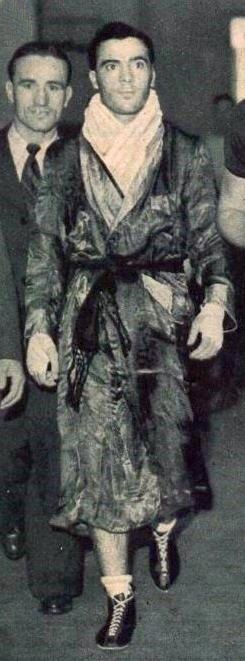
Suivi par son coéquipier Abad, Marcel Cerdan entre dans la salle Wagram en septembre 1938 pour y affronter Al Baker.

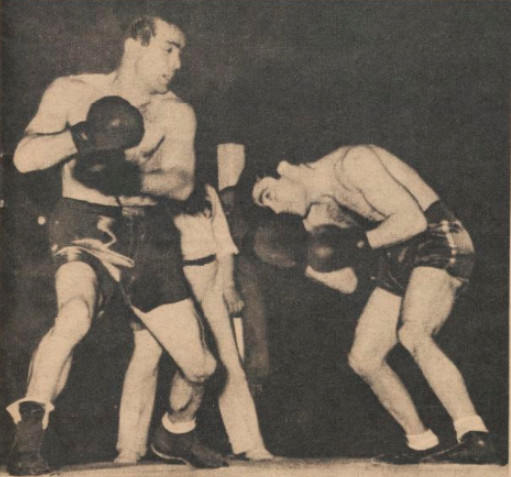
Tête baissée, Marcel Cerdan (à droite) fonce inlassablement à l'attaque. Le visage de son adversaire, l'Italien Saverio Turiello exprime un commencement de lassitude.

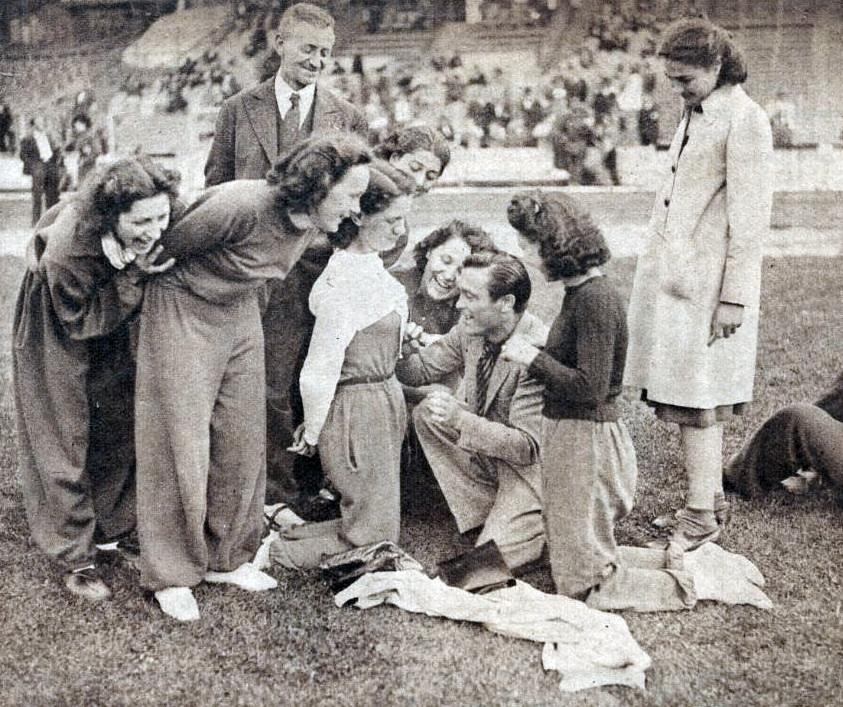
Sacré champion d'Europe un mois plus tôt, Marcel Cerdan signe des autographes à des admiratrices à Colombes en juin 1939.

Après avoir écumé l'ensemble des plateaux nord-africains, Lucien Roupp emmène ses meilleurs boxeurs casablancais à Paris en septembre 1937. La bande s'installe au camp d'entrainement du Vélo Club de Levallois de Paul Ruinart à La Celle-Saint-Cloud. À Paris, l'entraîneur rencontre Paul Lafrance, le matchmaker du promoteur sportif américain Jeff Dickson, grand patron du Palais des Sports et de la Salle Wagram, qui va déclencher les « années folles du Vel'd'Hiv ». Après plusieurs journées à jouer ensemble au 421, Lafrance propose à Roupp une rencontre franco-marocaine avec ses quatre boxeurs. Cerdan débute à Paris le 7 octobre 1937 à la Salle Wagram contre Louis Jampton qu'il domine aux points. Deux semaines plus tard, il enchaîne laborieusement, affaibli par des mains fragiles, face à Jean Morin,.
De retour en terres parisiennes au début de l'année 1938, Marcel Cerdan enchaîne les combats. Dès le 6 janvier, il impressionne en mettant trois fois au tapis Charles Feodorowich dès la première reprise, imposant sa supériorité technique, sa vitesse et sa précision à son adversaire qui est déclaré perdant dans les premières secondes du deuxième round. La semaine suivante, opposé au boxeur polono-américain Eddie Ran, Cerdan riposte à une droite de son adversaire par un violent enchaînement qui le met K.O. debout dans la deuxième reprise,,. Sur sa lancée, le Casablancais bat le Grec Zidès, pour son troisième succès en autant de semaines à la Salle Wagram,. Pourtant privé de sa main gauche après le cinquième round, il fait abandonner le valeureux et combatif Zidès dans la neuvième reprise.
Un mois plus tard, le 21 février, au cinéma Vox de Casablanca, Cerdan dispute à Omar Kouïdri son titre de champion de France des poids mi-moyens,,,,. Touché au visage dans la deuxième reprise, glissant dans la quatrième, Marcel Cerdan commence le combat timidement avant de prendre l'avantage en milieu de rencontre, touchant Kouïdri à l'œil droit. Dans la sixième reprise, Cerdan le prend à défaut d'un « une-deux » et manque de peu le K.O.. Touché sur un coup de tête dans le dixième round, ouvrant l'arcade sourcilière de son adversaire dans la suivante, le Casablancais domine globalement une véritable bataille qui va à son terme,. Touché, saignant, Cerdan remporte aux points le titre de champion de France. Ce succès entraîne un délire joyeux, son père allant jusqu'à offrir gracieusement l'étalage de sa boucherie à la foule pour célébrer le titre.
Cerdan enchaîne le 12 mars devant 8 000 personnes réunies dans le hall de l'Automobile de la Foire d'Alger, dominant nettement l'Algérois Pernot aux points,. De retour à Paris, Cerdan confirme contre le champion tchèque Eddy Rabak, l'envoyant deux fois au tapis avant de le battre aux points,. À la suite de ces victoires, le promoteur Jeff Dickson veut faire de Marcel Cerdan la vedette du Vel'd'Hiv'. En mai, le champion combat le Nordiste Gustave Humery, l'un des meilleurs boxeurs français de l'époque,,. Sur toute la première partie du combat, le boxeur marocain est dominé et encaisse de trop nombreux coups,. Pourtant, après avoir vu ses jambes flancher et montrer des faiblesses,, c'est Cerdan qui conclut le combat en foudroyant son adversaire d'une droite dans la sixième reprise,. Dans son vestiaire après la rencontre, le boxeur avoue à son entraîneur connaître les raisons de son malaise de début de rencontre : deux grands bols de mayonnaise auxquels il n'a pas su résister dans l'après-midi.
Après l'été 1938, passé au nord de l'Afrique avec deux nouveaux succès contre Jean Morin, et Victor Deckmyn,, Cerdan réussit sa rentrée parisienne à la mi-septembre dans la Salle Wagram contre le Belge Al Baker qu'il bat aux points,. Après que les pourparlers pour disputer le championnat d'Europe poids mi-moyens face à Felix Wouters ont échoué, les organisations Dickson n'arrivent pas à lui mettre sur pied un combat convenable et l'opposent le 27 octobre à l'Italien Amedeo Deyana qu'il bat non sans mal par décision des arbitres,. Deyana est musclé comme un lutteur et tellement poilu qu'il en faisait peur à Cerdan, ce dernier évitant les contacts avec les poils de son adversaire, s'attirant les sifflets de la foule.
En janvier 1939, Marcel Cerdan se déplace pour la première fois à l'étranger, à Londres en Angleterre, pour affronter Harry Craster. Dès le début de l'opposition, le « bombardier marocain » domine les échanges,,,. Au début du cinquième round, Craster s'écroule et est compté par l'arbitre jusqu'à 3 avant que ce dernier ne change de décision et mette fin au combat pour un coup bas,,. Cette décision est mal accueillie par le public anglais qui applaudit le Français. Après ce revers, le boxeur français indique à la presse : « Je n'y comprends rien, je ne l'ai même pas frappé quand il est tombé. Je suis navré mais j'ai la conscience parfaitement tranquille ». Pour Ted Broadribb, cité dans L'Auto : « Cette injustice rend Marcel Cerdan aussi populaire ici que s'il avait gagné ».
Cerdan enchaîne avec un net succès aux points sans impressionner à Alger aux dépens de l'Italien Ercole Buratti,,. Le Français n'est pas à l'aise dans cette rencontre contre son bon ami Buratti, il lui évite le knockout et lève les huées de la foule. Contre le Belge Al Baker deux semaines plus tard, il mesure sa puissance pour le battre avant la distance sans lui faire de casse,. Toujours en février, Cerdan est opposé au champion d'Europe de la catégorie, l'Italien Saverio Turiello, au Palais des Sports de Paris, sans que la ceinture européenne ne soit en jeu,,. L'Italien reste debout jusqu'au terme du combat grâce à ses esquives et sa malice, touchant même Cerdan à l'arcade gauche mais s'incline nettement aux points face à l'allant de Marcel,.
Marcel Cerdan se voit proposer en mars un grand défi sportif : affronter le champion belge Felix Wouters dans le Palais des Sports de Bruxelles acquis à la cause de son adversaire dans un combat en douze reprises arbitré par un officiel et trois juges bruxellois. Attaquant sans cesse en multipliant les crochets, souvent dans le vide, Cerdan domine une grande partie du combat, avant de faiblir dans les dernières minutes. Si la décision est sifflée par le public, les cartes donnent une victoire unanime au Français par une marge conséquente que ni la presse belge ni le manager de Wouters ne conteste. Devant le boxeur allemand Gustav Eder, venu en spectateur, Cerdan renforce sa domination en Europe.
Fin mai, Cerdan descend dans la catégorie des poids moyens pour affronter Roger Cadot aux arènes du Rond-point du Prado à Marseille. Imposant par la puissance de ses coups qui boursouflent le visage de son adversaire, Cerdan l'oblige à abandonner avant la limite dans la sixième reprise. Avec ce combat, duquel il sort indemne, le boxeur de 23 ans prépare parfaitement son championnat d'Europe disputé deux semaines plus tard en Italie, à Milan, en terre fasciste,. Opposé à Saverio Turiello, qu'il a battu trois mois plus tôt, Marcel Cerdan s'impose nettement aux points dans un combat de quinze reprises. Plus valeureux à domicile qu'à Paris, Turiello se défend intensément mais Cerdan, plus rapide, finit par triompher, imposant une épreuve de force dans la treizième reprise à l'Italien de laquelle il sort affaibli. Les spectateurs italiens ovationnent le Français, le portent même en triomphe à sa descente du ring.
Après ce titre, Cerdan prend du bon temps, visite Venise et les lacs italiens, participe à quelques bons déjeuners et dîners à Paris avec amis et admirateurs avant de rejoindre par la route Marseille pour combattre deux semaines seulement après son sacre européen,. Il est en effet la tête d'affiche d'une réunion marseillaise après l'annulation du combat d'Edouard Tenet pour un forfait de dernière heure de son adversaire. Retrouvant Cleto Locatelli, auquel son promoteur a promis un combat plus tôt dans l'année, Cerdan semble peu préparé mais s'impose sans surprise au terme des dix reprises. Après avoir mis au tapis l'Italien dans le premier round, Cerdan est bloqué à de nombreuses reprises et n'arrive pas à le conclure avec le son de cloche final. Alors qu'il espère rencontrer Henry Armstrong aux États-Unis, la Seconde Guerre mondiale survient et l'empêche de poursuivre son ascension internationale,. Sur les conseils de Lucien Roupp, le boxeur regagne Casablanca où il est mobilisé dans la marine,.

#### Le bombardier marocain bloqué par la guerre (1939-1945)

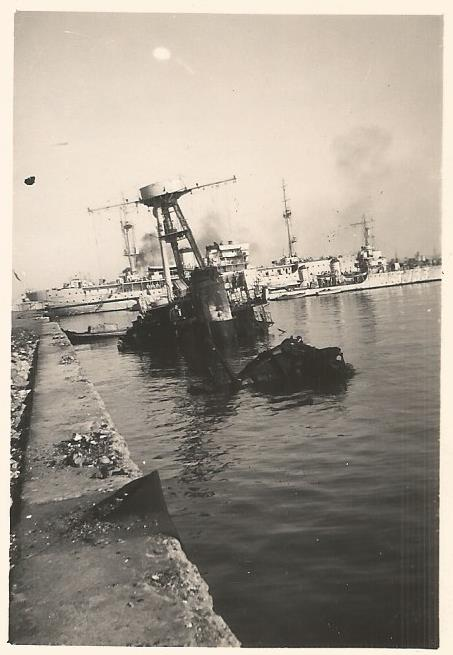
L'épave du Pluton gisant dans le port de Casablanca en septembre 1939.

En septembre 1939, Marcel Cerdan est planton lorsque le Pluton explose dans le port de Casablanca. Il échappe de peu au drame, ayant apporté un pli au commandant seulement une heure auparavant. Démobilisé après l'armistice du 22 juin 1940, le boxeur profite de la vie sans le régime et la discipline de la boxe anglaise. Lorsqu'il reprend les chemins de la salle d'entraînement, il a perdu sa vitesse d'exécution et sa forme, qui revient peu à peu. Son entraîneur envisage une tournée en Amérique du Sud pour trouver des adversaires et obtient l'accord du Ministre des Sports du gouvernement de Pierre Laval Jean Borotra pour se rendre en Uruguay. Cerdan ne va cependant pas plus loin que l'Espagne. Après n'avoir pas pu monter à bord du paquebot, plein, il est contraint d'attendre la traversée outre-Atlantique suivante, un mois plus tard. Son appétit ne survit pas aux restrictions alimentaires espagnoles et le boxeur choisit de retourner au Maroc où il participe à différents galas en Afrique du Nord au début de l'année 1941. Le 19 janvier à Alger, Marcel Cerdan met Young Raymond KO dès le premier round,,. La revanche une semaine plus tard à Casablanca donne un résultat identique, en six reprises cette fois-ci,. S'il retrouve les rings, il doit se contenter de combats en France et en Afrique du Nord et est interdit de jouer le titre mondial en Amérique. Il remet les pieds en France métropolitaine en juin pour battre le Toulonnais Joe Brun en deux rounds à Marseille.
Roupp fait une nouvelle requête à l'État français pour aller combattre en Amérique du Nord. Celui-ci pose deux conditions : un stage d'un mois au collège d'Antibes et un combat au profit des prisonniers de guerre. Le 31 décembre 1941, le Casablancais honore son accord au Casino municipal de Vichy face au Suisse Roby Seidel. Cerdan s'impose d'une manière particulière puisque ce dernier traverse les cordes sur un crochet du droit et chute hors du ring d'une hauteur de 1,5 m,. Cerdan se précipite hors du ring pour aider son adversaire à se relever mais Seidel ne peut reprendre le combat et est mis hors combat,. Le bombardier marocain offre sa bourse du nouvel an à la Croix-Rouge française mais le Commissariat aux Sports n'honore pas sa part de l'accord et lui indique qu'il a seulement le droit de se rendre en Amérique du Sud.
En pleine forme, Marcel Cerdan bat Fred Fleury à Nice en février 1942,. Alors que Vichy lui accorde le droit de s'envoler pour les États-Unis, Paris lui interdit formellement tout départ pour l'Amérique par un télégramme laconique rendu public par voie de presse. En avril, Cerdan doit se résoudre à boxer à Paris où il retrouve Gustave Humery qu'il a déjà battu avec difficulté,,. Ce deuxième acte entre les deux hommes tourne court. D'un enchaînement gauche-droit précis, Cerdan foudroie son adversaire après douze secondes,,. Humery reste inerte, et si Cerdan l'aide à se transporter dans son coin, il reste de longues minutes inanimé sur sa chaise. Dans le coma, il est emmené à l'infirmerie du Vélodrome d'Hiver puis à l'hôpital Boucicaut,,,. Une heure plus tard, Cerdan déclare avec émotion : « Je n'ai pas réalisé tout de suite que je l'avais « endormi » de la sorte. Mais au vestiaire, où j'ai tenu à rester jusqu'à ce que mon adversaire fût complètement revenu à lui, j'ai [eu] peur » avant de passer plusieurs heures à son chevet dans la soirée. Au lendemain, Cerdan voyage vers Marseille avec l'espoir de signer le match contre Joe Brun pour le titre de champion des moyens de la zone non occupée. L'organisateur des combats Gaston Cuisin peine néanmoins à lui trouver un adversaire du fait des conditions financières demandées pour affronter le champion.

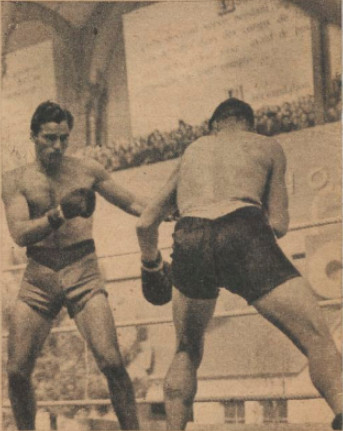
Marcel Cerdan (à gauche) face à Fernand Viez en mai 1942.

Le 17 mai, dans le cadre de l'Exposition de la France Européenne, Cerdan n'est donc pas opposé à Joe Brun mais à Fernand Viez,. Le bombardier marocain met son adversaire au sol dans la deuxième reprise après l'avoir acculé dans un coin mais Viez se relève,,. Gêné par les obstructions régulières de son adversaire, qui baisse volontairement la tête, Cerdan domine mais épargne son adversaire du KO et se contente d'une victoire aux points,,. Un mois plus tard, malgré un long et fatigant voyage depuis Casablanca, il efface cette décevante performance en dominant le Belge Gaspard DeRidder en 80 secondes, enchaînant avec brio et concluant par un vif et précis crochet du droit,,. Le 25 juillet, Cerdan, candidat au titre européen, déroule face au Martiniquais Victor Janas à Alger, le dépassant par une succession de crochets dans la deuxième reprise qui pousse le coin de son adversaire à jeter l'éponge. Le Suisse Fernand Frely subit le même sort la semaine suivante à Marseille, son coin mettant fin à son calvaire dans la troisième reprise.
Alors qu'il prépare toujours le titre européen, Cerdan subit à Alger la deuxième défaite de sa carrière, à nouveau sur une disqualification pour un coup bas,. Dans la huitième reprise, Cerdan met son adversaire au tapis pour la huitième fois du combat, d'un uppercut du gauche, que deux juges, après une minute de discussion, déclarent illicite. Dans les jours qui suivent cette deuxième défaite de Cerdan, un débat surgit sur la sanction d'un coup destiné au foie qui finit bas par le mouvement de l'adversaire, certains jugeant la sanction disproportionnée. Georges Peeters note dans L'Auto que ce coup bas involontaire devrait être sanctionné d'un avertissement et non d'une disqualification.
Semant la terreur sur les rings dans les années 1940, Marcel Cerdan est surnommé « le bombardier marocain » par Jeff Dickson. Cerdan obtient l'occasion d'affronter le champion d'Europe des poids mi-moyens, l'Espagnol José Ferrer, dans une soirée historique pour le sport français,. La recette du Vélodrome d'Hiver, où quelques semaines plus tôt 8 160 Juifs ont été parqués, s'élève à 1 417 625 francs et bat tous les records français existants,. Les autorités allemandes et celles de Vichy ont œuvré pour que ce combat, le premier championnat d'Europe organisé en France depuis l'armistice du 22 juin 1940, ait lieu. Après avoir fait attendre Cerdan quelques instants, José Ferrer apparaît drapé d'un peignoir frappé d'une croix gammée, entouré par deux hommes en uniforme franquiste,. Après avoir fait un salut fasciste, il monte sur le ring sous les invectives du public qui jette des pièces sur les premiers rangs. Dès les premières secondes du combat, Cerdan touche son adversaire d'un contre du droit,. Ferrer fait l'erreur de se relever sans reprendre son souffle, évitant le compte de l'arbitre mais s'infligeant une nouvelle série de coups de Cerdan,. En confiance, ce dernier continue à avancer dans son style caractéristique, faisant tomber cinq fois son adversaire au tapis, ne lui laissant aucun répit, multipliant les coups dès qu'il se relève,. Face à ce spectacle, le coin de l'Espagnol jette la serviette après 83 secondes d'un affrontement à sens unique,,. Le public acclame le Français puis hurle La Marseillaise, fait rare sous l'Occupation, les autorités allemandes l'ayant interdite,. Après le combat, Cerdan déclare à la presse : « Redevenir champion d'Europe et n'avoir reçu qu'un seul coup de poing, c'est une performance dont je suis fier. Mais contre un adversaire que je ne connaissais pas du tout, j'ai employé ma méthode favorite : contre et remise immédiats de crochets courts. Vous voyez que cela m'a réussi ». Le champion français, qui s'est refusé à faire le salut nazi, refuse également de se rendre à la soirée d'après-combat organisée par les Allemands à laquelle il a été convié dans les vestiaires,. Se sentant menacé, Cerdan préfère quitter la France pour le Maroc.
De retour au Maroc, Marcel Cerdan se marie et s'installe avec Marinette avant d'être remobilisé par la Marine, d'abord dans une batterie côtière puis à la base de Casablanca. Bénéficiant d'indulgence vis-à-vis de son statut de boxeur, il est affecté ensuite à la section des sports avec laquelle il joue au football. Il reprend les combats à la fin de l'été de l'année 1943 en battant à Oran le 8 août l'Américain John McCoy puis obtient l'autorisation de ses officiers pour affronter Omar Kouidri à Alger un mois plus tard. Le jour du combat, le 11 septembre 1943, Marcel Cerdan sort se balader après la pesée et un premier déjeuner lorsque le patron d'un café l'interpelle pour lui offrir un bifteck de 750 g,. N'arrivant pas à refuser cette invitation, le Casablancais se retrouve le soir-même secoué par ce repas supplémentaire, et ne doit sa victoire aux points qu'à sa jeunesse selon son entraîneur. Dans les mois qui suivent, Cerdan rencontre quatre boxeurs américains qu'il domine avant la limite,,,,,,. Lors d'un de ces combats, Cerdan rencontre Jo Longman, soigneur d'un de ses adversaires.
En 1944, Cerdan brille dans des tournois interalliés à Alger puis Rome, accompagnant les avancées des troupes alliées,. Le 14 février 1944, sous une pluie violente, le Casablancais expédie le GI Joe Di Martino en moins de deux minutes en finale du tournoi d'Alger organisé par l'armée américaine. Vainqueur de la ceinture dorée du tournoi interallié, Cerdan est reçu dans les salons du Palais d'été par le général Henri Giraud. Au théâtre Brancaccio de Rome le 16 décembre, il détruit Frankie Brunley dans la deuxième reprise pour s'adjuger le critérium international organisé par les services militaires français.
En février 1945, Marcel Cerdan est autorisé à séjourner à Paris avec son entraîneur Lucien Roupp. Le 13 mai 1945, Cerdan bat son compatriote Jean Despeaux, champion olympique en titre de la catégorie, par KO au 5e round. Le bombardier marocain met un terme au combat sur l'enchaînement d'une gauche suivie d'un crochet du droit à la tête.

#### Champion français incontesté des poids moyens (1945-1946)
Le 1er décembre 1945, Marcel Cerdan est opposé à Assane Diouf pour le titre de champion de France des poids moyens. Le Casablancais est grand favori de cet affrontement qui se tient au Palais des Sports. Avec hargne, Cerdan se rue sur son adversaire, l'obligeant rapidement à défendre les multiples crochets qui s'abattent sur lui. Cerdan fait tomber Diouf à six reprises avant qu'il ne s'incline définitivement vaincu au début de la troisième reprise,. La semaine suivante, il a l'occasion à Saint-Étienne de prendre sa revanche sur Victor Buttin qui l'avait battu à Alger.
Marcel Cerdan commence l'année 1946 par un match à Lisbonne, au Portugal, où il est célébré en chef d'État après une victoire expéditive dès la première reprise face à Agostinho Guédès. Il profite de sa virée portugaise pour faire la fête, quelques emplettes et pour assister à une rencontre de football. Quelques jours plus tard, Cerdan est de nouveau au front face à Edouard Tenet au Vélodrome d'Hiver. Cerdan domine techniquement dans les premiers rounds, avant de tenter, en vain, lorsque le succès aux points lui est assuré, de mettre son adversaire KO par des séries de coups bien bloqués ou encaissés par Tenet. Alors qu'il se prépare à affronter Jean Pankowiak, Marcel Cerdan apprend la mort de son père. Après plusieurs semaines au Maroc dans le chagrin auprès de sa famille, Marcel Cerdan accepte de donner sa revanche à l'Espagnol Ferrer dans un combat organisé aux arènes La Monumental où les organisateurs espagnols l'installent dans une chapelle comme vestiaire. Le Français montre de nouveau sa supériorité en dominant son adversaire en quatre rounds. Souffrant au poignet droit, l'homme aux mains d'argile retourne au Maroc prendre quelques semaines de vacances.

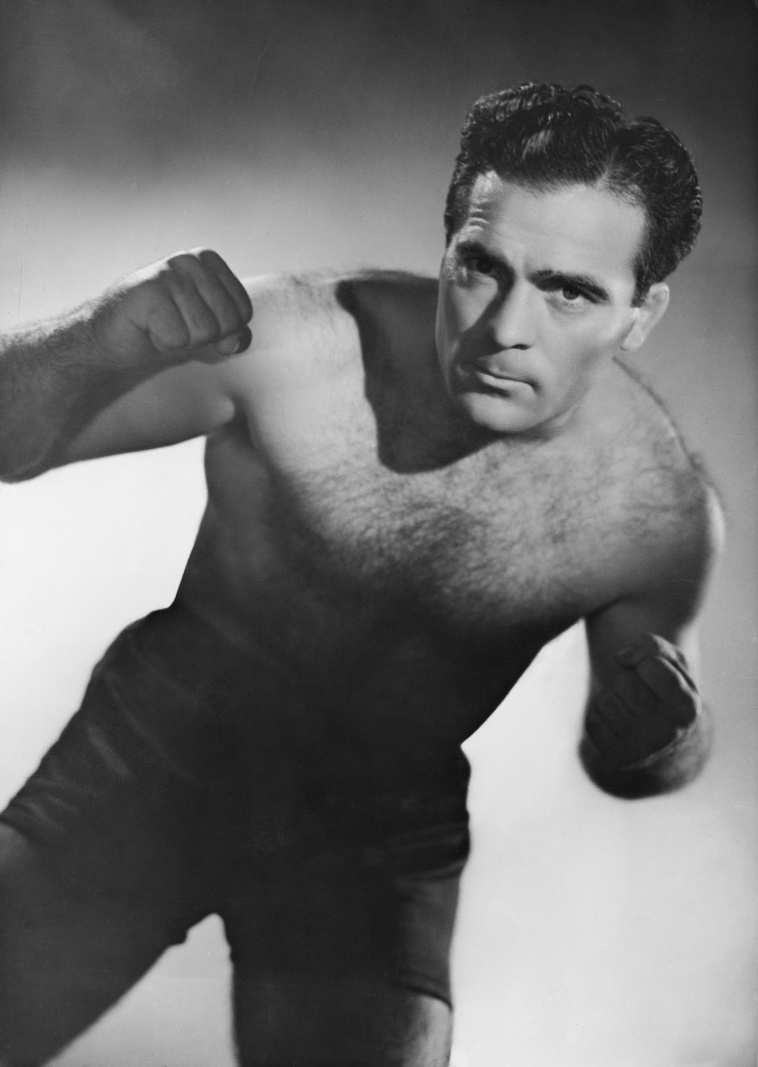
Marcel Cerdan photographié par le Studio Harcourt en 1946.

Toujours touché par la mort de son père, Cerdan s'entraîne épisodiquement au camp d'entraînement installé par Lucien Roupp à Bois-le-Roi pour le choc de la boxe française attendu avec impatience : la défense du titre de champion de France de Marcel Cerdan face à Robert Charron,. Le combat se déroule le 26 mai 1946 en vedette d'un gala de boxe historique. Tous les journaux ne parlent que de ce combat, allant jusqu'à titrer « Le match du siècle ». Le Parc des Princes attend 59 000 spectateurs dans ses tribunes et sur sa pelouse. Le combat est tellement attendu que les fenêtres autour du stade se louent pour plusieurs centaines de francs. Cerdan est favori du combat malgré une préparation physique tronquée de seulement dix jours,. Malgré le déluge, 37 000 spectateurs se rassemblent pour assister au spectacle, dont Jean Gabin, Marlene Dietrich ou encore le roi du Cambodge Norodom Sihanouk,,. Souffrant à la main droite, pas assez entraîné, Cerdan met à terre Charron à deux reprises, dans les premier et douzième rounds, mais doit néanmoins se contenter d'un succès aux points qui lui vaut des sifflets du public,. Se craignant mutuellement, les deux boxeurs s'accrochent et se respectent trop au goût des spectateurs, déçus par le spectacle proposé.
Au lendemain de son combat face à Charron, le champion est emmené par Jo Longman au Club des Cinq où chante Édith Piaf. Le boxeur est subjugué et bouleversé par la chanteuse. Cerdan s'éloigne peu à peu de Lucien Roupp et se rapproche de Jo Longman et du promoteur américain Lew Burston. Souhaitant savoir ce que vaut le boxeur français, ces derniers dépêchent Holman Williams, un boxeur américain de classe, pour le tester le 7 juillet dans le stade Roland-Garros. L'Américain arrive à Paris affaibli, il boite tellement qu'il est envisagé de reporter la rencontre. Cerdan est lui-même diminué par un poignet droit douloureux. Dans un combat en dix reprises, le boxeur français emporte la décision des juges,. Blessé à la main droite dans la troisième reprise, le bombardier marocain doit multiplier les crochets du gauche à la face et au corps pour tenir toute la deuxième partie du combat,. Malgré cette blessure — une nouvelle fracture de la main droite — Cerdan gagne son billet pour l'Amérique,,.

#### Champion d'Europe à la «conquête de l'Amérique» (1946-1948)

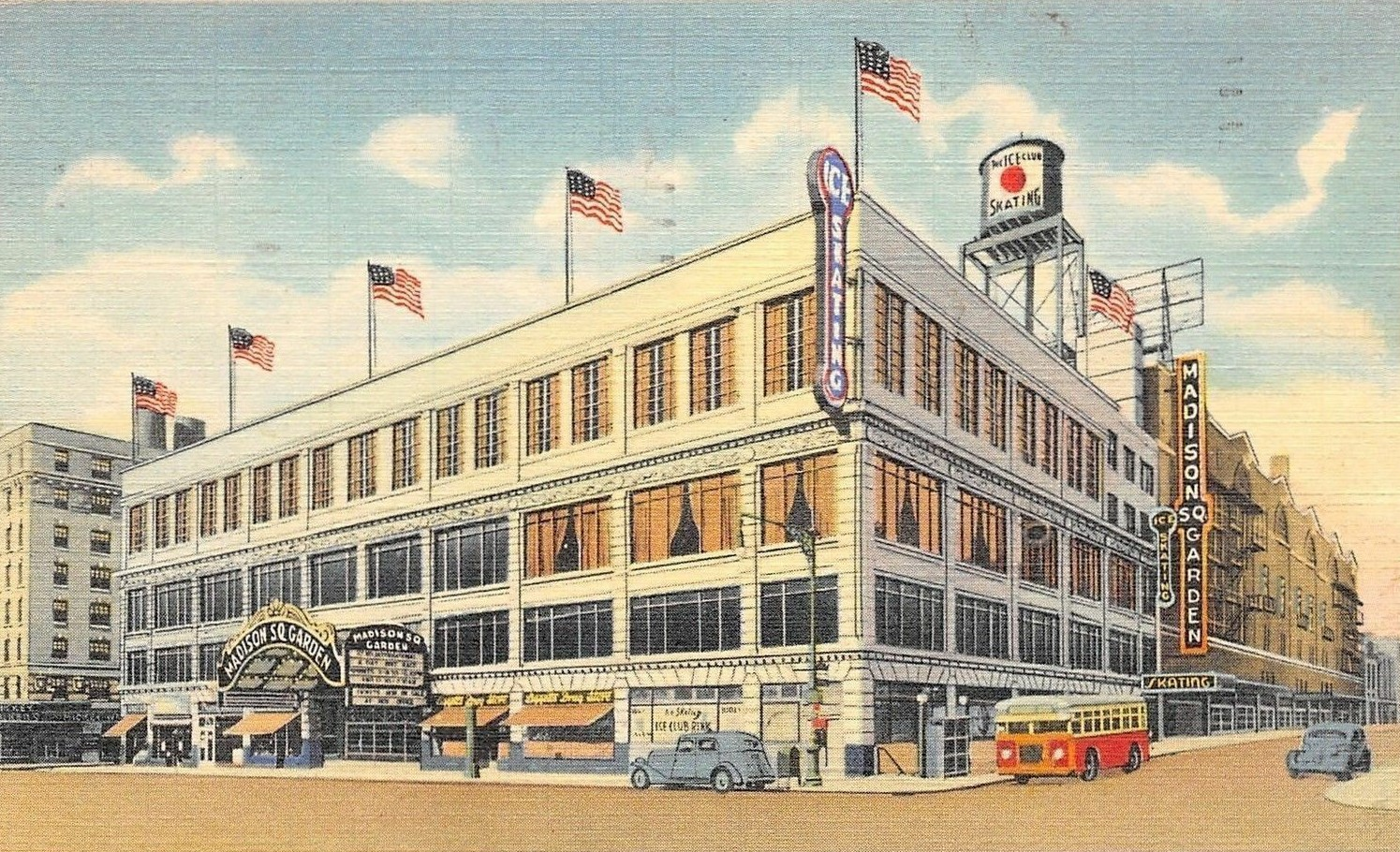
Le Madison Square Garden à New York, lieu des exploits américains de Marcel Cerdan.

Le 13 novembre 1946, Marcel Cerdan embarque à Cherbourg (Cherbourg-en-Cotentin depuis 2016) avec Lucien Roupp à bord du paquebot Île-de-France pour traverser l'océan Atlantique et rejoindre les États-Unis. Pendant la traversée de huit jours, le boxeur s'entraîne sur le pont et dans sa cabine de cinq mètres sur quatre. Arrivé à New York, les journalistes se bousculent pour l'accueillir sur le quai et sont repoussés par les policiers. Installé à l'hôtel Shelton, Cerdan s'entraîne d'abord au Stillman Gymnast sur la Huitième Avenue. Gêné par le bruit, les curieux, des types louches, il en change rapidement pour le gymnase de la Catholic Youth Organization sur la Onzième Avenue. Les images de Cerdan à Broadway font la une des magazines sportifs français, le boxeur entre dans une nouvelle dimension. Le 6 décembre, Marcel Cerdan monte sur le ring du Madison Square Garden pour affronter Georgie Abrams devant 17 000 spectateurs parmi lesquels Frank Sinatra, Jean Sablon ou encore Simone Simon. Dans les deux premières reprises, Cerdan attaque avec intensité son adversaire. S'il domine son adversaire dans la première moitié du combat, l'encaisseur américain lui fait subir un calvaire dans le huitième round. Dans le neuvième, Cerdan met Abrams à terre, pour la première fois de sa carrière. S'ensuit une frénétique dixième reprise au terme de laquelle le Français, épuisé par l'effort, est déclaré vainqueur à l'unanimité,. De retour à l'hôtel, cinq cents télégrammes l'attendent dont celui de la chanteuse Édith Piaf : « Bravo. J'en étais sûre ». Lorsqu'il remet le pied en France, la gare de Caen est envahie pour le féliciter puis des milliers de personnes le remercient de sa victoire à la gare Saint-Lazare de Paris.
Cerdan est en vacances en famille au Maroc lorsque son entraîneur va le chercher une semaine avant de disputer le titre européen des poids moyens contre Léon Fouquet au Parc des Expositions de Paris le 2 février 1947. Expéditif, le bombardier marocain met KO le Belge en cent vingt-six secondes avec deux crochets du gauche et un crochet du droit,. Dix jours plus tard, Bert Gilroy ne lui offre pas plus de résistance en Angleterre,. Lorsqu'il embarque pour les États-Unis à la fin du mois, il est accompagné sur le Queen Elizabeth de sa femme Marinette. Déjà blessé, une esquille d'os se promène dans son coude droit après une chute dans un match de football, Cerdan se fait mal au pouce droit dans un entraînement avec un sparring-partner. Le diagnostic médical est alarmant : son pouce est démis et le ligament est déchiré, le médecin ne lui donne que deux rounds pour terminer le combat avant de mettre en péril sa santé et sa carrière. De retour au Madison Square Garden, devant 18 000 spectateurs, Cerdan conclut l'affaire au deuxième round, en cinq minutes.
En octobre, Marcel Cerdan poursuit sa tournée mondiale en combattant l'Américain Billy Walker au Forum de Montréal,. À l'initiative de Walker, l'allure du combat est rapide dès les premiers instants. Par un enchaînement de crochets courts au corps, le Français met son adversaire au tapis en fin de premier round, lui fracturant deux côtes. Cerdan fait tomber son adversaire une deuxième fois puis une troisième fois d'un crochet de la droite qui pousse l'Américain à rouler en dehors des cordes, mettant fin au combat en 2 min 38 s,. À la fin du mois, le boxeur français est de nouveau testé au Madison Square Garden face à l'Estonien Anton Raadik, exilé aux États-Unis. Largement en tête aux points, Marcel Cerdan se trouve en difficulté dans la dixième et dernière reprise et met pour la première fois de sa carrière un genou au sol. Il tombe à trois reprises et est sauvé du knockout par la cloche de fin de combat, lui offrant une victoire aux points au goût amer. Après le combat, les médias français développent la thèse d'un empoisonnement avant le combat. Ce combat renforce ses doutes vis-à-vis de la boxe, un métier en or qui l'effraie.
Alors que Lucien Roupp négocie la revanche avec Raadik en vue du titre de champion du monde, Marcel Cerdan annonce à son entourage et notamment à Jo Longman, qu'il souhaite rester à Paris boxer un combattant européen. Devenu compagnon d'Édith Piaf, Marcel Cerdan vit une idylle cachée. Sa situation amoureuse est compliquée, il souhaite malgré tout préserver sa famille et notamment sa femme. Son manager reproche à Piaf de le détourner de ses objectifs sportifs. Cerdan combat finalement l'Italien Giovanni Manca au Palais des Sports de Paris. Le Marocain emporte aisément un succès en deux reprises, un combat si court que son manager l'oblige à boxer de nouveau deux semaines plus tard, mécontent d'avoir traversé l'océan Atlantique pour si peu. Par admiration pour le champion, Yanek Walczak se sacrifie et tient quatre reprises sur le ring du Palais des Sports, notamment devant André Dassary, lui valant sa place auprès de Cerdan comme sparring-partner dans son voyage suivant en Amérique,. Fin février, le clan retourne à New York pour que le Bombardier Marocain affronte Lavern Roach le 12 mars au Madison Square Garden,. Dans une excellente forme, porté par deux semaines d'entraînements sérieux, Cerdan réalise l'un des meilleurs combats de sa carrière. Il fait tomber dès la première reprise son adversaire, puis de nouveau dans la deuxième reprise. Le chouchou new-yorkais est alors sauvé par l'arbitre qui s'emmêle dans son compte, se relève après 15 secondes à terre et reprend le combat,,. Épuisé dans les cordes, le jeune Roach est finalement arrêté au huitième round et Cerdan reçoit l'ovation des spectateurs pour sa performance,.
Le 23 mai 1948, Cerdan défend son titre de champion d'Europe contre le Belge Cyrille Delannoit au stade du Heysel de Bruxelles. À la surprise générale, le Français, large favori, est accroché et dérangé par un jeune boxeur belge qui encaisse courageusement ses crochets et contre-attaque efficacement. Au terme d'une intense bataille de quinze rounds, Cerdan doit s'en remettre à la décision du juge unique anglais. Lorsque celle-ci intervient en faveur de son adversaire, il s'écroule à genoux de fatigue et d'émotion. Jugée sévère par certains, scandaleuse par d'autres, la décision en faveur de Delannoit marque la première défaite à la régulière du boxeur entraîné par Lucien Roupp,. Les critiques s'abattent sur le champion déchu tant sur le choix d'un combat jugé inutile et risqué dans sa quête d'un titre mondial que sur sa défaillance tactique à varier à la face en début de combat pour toucher un adversaire adroit pour défendre face à ses crochets puissants. Une nouvelle fois handicapé par une main droite douloureuse, Marcel Cerdan est touché moralement bien qu'il estime ne pas avoir perdu son titre.
La semaine suivante, la une de France Dimanche, titrée « Piaf porte malheur à Cerdan », trahit leur intimité. La revanche contre Cyrille Delannoit est signée rapidement pour éclaircir la voie de Cerdan vers une chance mondiale annoncée de longue date et qui semble désormais exclue. Plâtré au bras droit à la suite du premier affrontement, Cerdan se prépare sérieusement pour la revanche dans un camp créé pour l'occasion dans la forêt de Rambouillet à Poigny-la-Forêt. Peu à peu, il retrouve ses capacités avec son bras droit et multiplie les reprises d'entraînement contre Claude Ritter entre autres,. Le 10 juillet, sept semaines après la désillusion du Heysel, Marcel Cerdan retrouve Cyrille Delannoit entre les cordes. Le combat suit le scénario du premier affrontement, le Belge se montre résistant aux coups, évite le KO jusqu'au bout et riposte à un Cerdan énervé, sous pression, qui cherche par tout moyen à terminer le combat avant de laisser le choix final à l'arbitre. Le boxeur français réussit à envoyer Delannoit au tapis, plusieurs fois, sans pour autant sécher le Belge. Les deux boxeurs s'explosent tour à tour une arcade, celle de Cerdan s'ouvrant sur près de trois centimètres dans la sixième reprise. Au terme de ce spectacle vivant et apprécié par les spectateurs, Marcel Cerdan est déclaré vainqueur, une décision huée par le public belge. Le Français reprend son titre de champion d'Europe et valide son billet pour le titre mondial contre l'Américain Tony Zale.

#### Combats mondiaux en Amérique et renommée internationale (1948-1949)
À la fin du mois d'août 1948, Marcel Cerdan signe le « contrat de sa vie » à New York lors d'une cérémonie devant une centaine de journalistes pour officialiser son combat pour le titre de champion du monde des poids moyens face à l'Américain Tony Zale. Ce combat est organisé dans le cadre du tournoi des champions et rapporte au Français 50 000 dollars à la signature du contrat, un montant record pour un champion européen. Tony Zale, surnommé « Le Roi du KO », est confiant et pronostique qu'il battra le Français en moins de cinq reprises. S'il n'est pas favori du combat, Marcel Cerdan a vu sa cote grimper lors des dernières séances d'entraînement.
Lorsque le boxeur français monte sur le ring du Roosevelt Stadium de Jersey City le 21 septembre 1948 pour disputer le combat de sa carrière, la France se réunit autour de postes de radiodiffusion, dont les ventes ont explosé, pour écouter le récit du combat de Pierre Crénesse et en imaginer le film,. La boxe n'est pas le domaine de Crénesse et si ses « séparation de l'arbitre » resteront célèbres, la compréhension de son compte-rendu est ardue,. Le combat est suivi dans toute la France, la consommation d'électricité supplémentaire pendant le combat s'élève à 170 000 kWh, soit un gain d'un million et demi de francs pour Électricité de France. Pour l'occasion, L'Équipe loue un cinéma au Faubourg-Montmartre pour abriter plus de mille sportifs, retransmet le match avec des haut-parleurs puis réalise un tirage record,,. Alors que Fernandel est au bord du ring, Mistinguett, Jean Cocteau, Jean Marais et Marcel Thil dînent au Lido dans l'attente du verdict.
Dès le début de l'affrontement, Cerdan impose son rythme, mène le combat pour empêcher Zale de le faire,. Garde hermétique au corps, condition physique parfaite, à l'offensive avec des séries de crochets à mi-distance, Marcel Cerdan fait payer à Zale, qui n'a pas été plus loin que la sixième reprise depuis sept ans, son manque de rythme. Après onze reprises d'une rare violence sous le regard des 19 272 spectateurs, Cerdan met KO son adversaire à la dernière seconde de la 11e reprise d'un violent crochet du gauche,. Sauvé par le gong, Zale est ramené inconscient dans son coin par ses aides mais ne peut poursuivre à la reprise du 12e round.

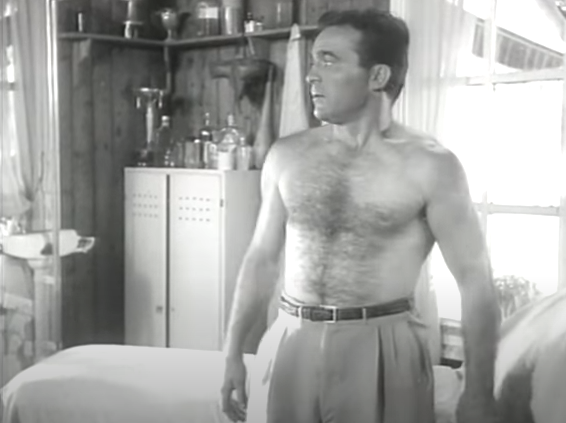
Marcel Cerdan dans le film italien Au diable la célébrité (1949), sa seconde apparition au cinéma.

À son retour en France, Cerdan est accueilli en héros dès qu'il met le pied à terre à l'aéroport d'Orly,,. Debout à l'arrière d'une voiture décapotable, il traverse Paris en saluant les dizaines de milliers de personnes descendues dans la rue pour l'acclamer, jusqu'à l'hôtel de ville où l'attend une réception officielle,,,. Conviés à suivre le programme du nouveau champion du monde, les journalistes font l'éloge du boxeur qui attire toutes les attentions, y compris médiatiques,,. Les hommages et célébrations se multiplient dans les semaines suivant son retour. Reçu par le président de la République française Vincent Auriol au palais de l'Élysée avec des récents champions olympiques comme Micheline Ostermeyer, Henri Oreiller et Jehan Buhan, il donne une leçon de boxe aux petits-fils du président avant de mener le défilé de sportifs sur les Champs-Élysées jusqu'à raviver la flamme de la tombe du Soldat inconnu,. Quelques jours plus tard, il est célébré par le stade de Colombes lors d'un tour d'honneur avant le match international de football entre la France et la Belgique avant de faire son entrée au musée Grévin à côté d'Édith Piaf. Sa célébrité est telle que Roupp lui fait signer un contrat pour son premier film, L'Homme aux mains d'argile de Léon Mathot,.
Apprenant que Roupp se réserve parfois un pourcentage de choix sur certaines transactions commerciales faites en son nom, Cerdan résilie son contrat le 4 janvier 1949. Il signe avec Joe Longman, personnage douteux aux éternelles lunettes noires qui lui ouvre les portes de la vie mondaine. Son nouveau manager Longman lui conclut le combat face à Jake LaMotta à Détroit le 16 juin 1949. LaMotta est un prétendant peu connu, dixième poids moyen mondial, propulsé par l'un des parrains de Cosa nostra. Au Briggs Stadium de Détroit, le Français est surpris par un combat avancé d'une demi-heure, l'empêchant d'effectuer son rituel tour de chauffe sur le ring. Sous les coups de l'Américain, Marcel Cerdan tombe et se blesse à l'épaule gauche, une déchirure des ligaments, dans la première reprise, un incident que les journalistes français voient comme une simple glissade,. Touché physiquement, il doit subir les assauts de l'Américain sur son épaule blessée. Sans avoir démérité, il est contraint d'abandonner avant la reprise du dixième round et de laisser sa couronne à LaMotta. Cette défaite est amère pour Cerdan, certain de battre son adversaire s'il est en pleine possession de ses moyens. Une revanche est prévue à la fin du mois de septembre 1949 au Madison Square Garden, mais quatre jours avant le match, LaMotta déclare forfait en arguant d'une blessure à l'épaule droite contractée pendant un entraînement,. Le combat, reporté en décembre, n'aura jamais lieu.

### Autres sports
Passionné du ballon rond, Cerdan est aussi un ailier de grand talent. Jeune, il tape dans des balles fabriquées avec des chiffons et de la ficelle. Il débute en équipe en 1932 à l'âge de 16 ans dans le club Banque Union Sports (B.U.S.) de Casablanca. Il est repéré par ses dirigeants et ceux de l'équipe du Maroc qui le sélectionnent dans leur équipe juniors. En 1936, le B.U.S. renonce à sa section football et Marcel Cerdan doit changer de club pour l'ASPTT de Casablanca. Avec cette équipe, il conquiert le titre de champion du Maroc en équipe III lors de la saison 1936-1937. Avec l'US Marocaine, il joue contre l'équipe de France de football en 1941 et 1942,.
En 1942, il s'essaye aussi au handball, nouveau sport au Maroc disputé alors dans son format à onze joueurs et sur un terrain de football. Cerdan est ainsi le capitaine de l'AS Casablanca qui participe aux premières éditions du Championnat du Maroc.

### Vie privée

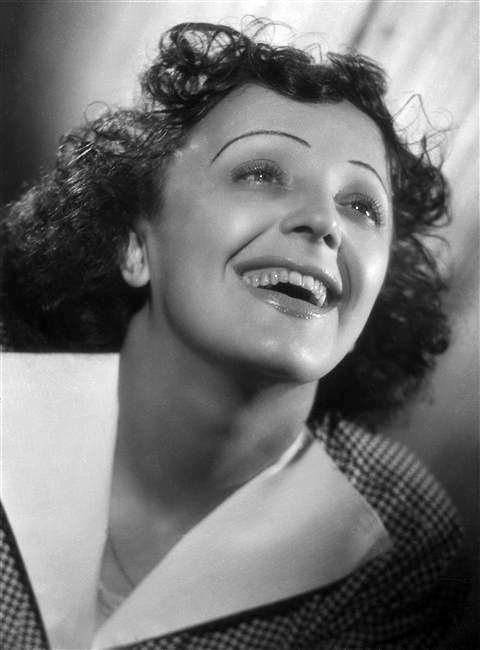
Marcel Cerdan est le grand amour d'Édith Piaf, ici photographiée par le studio Harcourt en 1946.

En tant qu'ailier droit de la Banque Union Sport, Marcel Cerdan rencontre Marinette Lopez (1925-2011), la sœur d'un avant-centre adverse, un dimanche après une rencontre de football. Dans les semaines qui suivent, la jeune femme, fille d'un couple d'Espagnols établi à Casablanca comme charcutiers, l'emmène danser, sort avec lui, partage quelques sorties au cinéma,. Après ces rapprochements, la famille Lopez incite le boxeur à s'engager avec Marinette, ce qu'il accepte volontiers. Le mariage se déroule le 23 janvier 1943 et est marqué par l'intervention de Thérèse, une autre femme amoureuse du boxeur, qui fait distribuer dans la salle des enveloppes déclarant que Marcel n'aime qu'elle et qu'elle attend un enfant de lui. La même année, une petite fille naitra effectivement de leur union et sera prénommée Marcelle. Les récents mariés s'installent ensemble dans un appartement de trois pièces au deuxième étage d'un immeuble moderne appelé « Le Building ».
Marinette lui donne trois fils : Marcel Jr (4 décembre 1943-2025), René (1er avril 1945) et Paul (1er octobre 1949 - 8 avril 2013). Elle veut mettre sa famille à l'abri du besoin et investit dans une brasserie à Casablanca sans l'avis de son mari. Elle n'a par ailleurs jamais vu son mari boxer.
Marié et père de trois enfants (Marcelle, la fille de Thérèse, et Marcel Jr et Paul, les deux premiers fils de Marinette), Marcel Cerdan tombe amoureux d'Édith Piaf. Les deux vedettes de l'époque correspondent à distance par des lettres que le boxeur ne signe pas de son nom. Lorsque Marinette découvre dans la presse la relation entre son mari et la chanteuse, elle envoie à Cerdan un télégramme de rupture. Le boxeur répond : « Si tu bouges de la maison, je te casse la tête ! » même s'il ne portera jamais la main sur son épouse. Il se défend en arguant une amitié à laquelle sa femme ne croit pas. L'influence de Piaf change le sportif, qui passe des bandes dessinées aux ouvrages d'A. J. Cronin et André Gide.
Après la mort de Marcel Cerdan, sa femme Marinette et sa maîtresse Édith Piaf deviennent amies, séjournant alternativement l'une chez l'autre. Le fils aîné de la famille, Marcel Jr., quitte Casablanca pour s'installer chez Piaf à Paris. Il partage son intimité dans ses dernières années de vie avant sa mort en 1963.

### Mort dans un accident d'avion

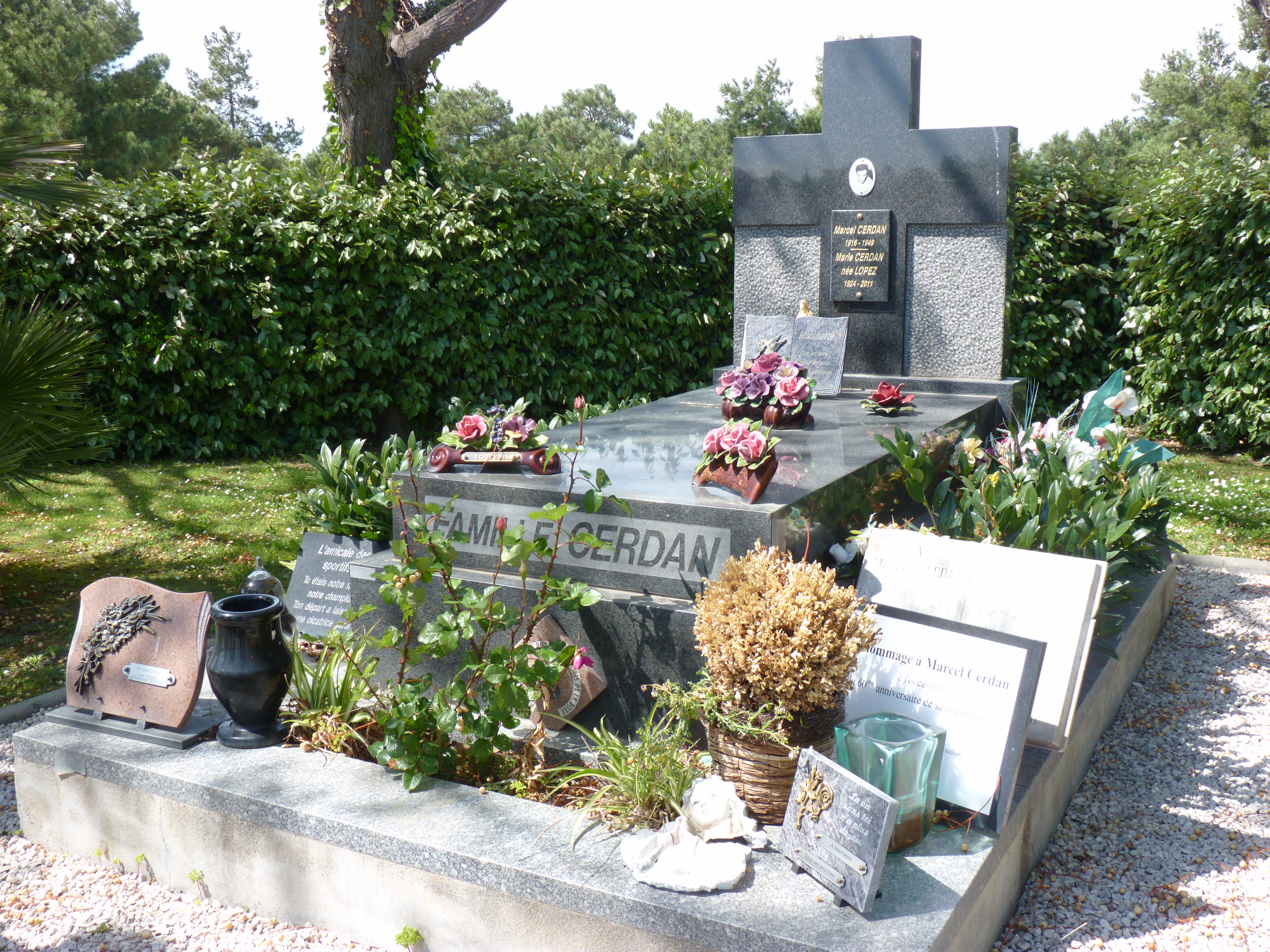
Tombe de Marcel Cerdan au cimetière du Sud à Perpignan.

Après l'annulation de la revanche prévue face à Jake LaMotta, Marcel Cerdan retourne au Maroc, tuant l'ennui en famille alors qu'il est suspendu à la décision de l'Américain, puis en France. Le 25 octobre 1949, il apprend la validation d'une nouvelle date pour ce fameux combat retour contre le champion du monde : le 2 décembre, toujours au Madison Square Garden. Incité par sa maîtresse Édith Piaf, Cerdan se précipite pour la rejoindre au plus tôt de l'autre côté de l'océan Atlantique,. Au téléphone, elle le supplie : « Prends l'avion, le bateau c'est trop ! ». Deux jours après la signature du combat, le clan annule la traversée prévue en paquebot, termine ses valises à la hâte et se dirige à l'aéroport d'Orly pour prendre le vol F-BAZN d'Air France à destination de New York,. Joe Longman arrache trois billets sur le vol, pourtant complet, droit de priorité du champion. Madame Erdmann, directrice d'une maison de parfum, et un couple d'Américains, Edith et Philipp Newton, prendront un vol ultérieur,. La légende explique que Cerdan n'a pris place sur ce vol que grâce à la gentillesse de ce couple qui lui a laissé ses places pour qu'il puisse rejoindre la célèbre chanteuse au plus tôt,.
Quelques minutes avant l'embarquement, Marinette fait part à son mari au téléphone qu'elle a un mauvais pressentiment mais celui-ci la rassure. Le mauvais temps sur l'océan Atlantique Nord incite les pilotes à opter pour la route via les Açores en lieu et place de l'escale prévue à Shannon en Irlande,. À 2 h 55 dans la nuit du 27 au 28, le contrôle de l'aéroport de Santa-Maria attend l'atterrissage du vol du Lockheed Constellation, en vain. L'avion s'est écrasé, entre la montagne Redondo et le Pico de Vara, sur les hauteurs de São Miguel, une des îles de l'archipel,, probablement à cause d'une mauvaise approche vers l'aéroport où il devait faire étape. Les avions de reconnaissance aperçoivent à 11 h 45 des débris et croient apercevoir des survivants, une nouvelle reprise deux heures plus tard par les médias français. Un fol espoir naît en France, mais il sera de courte durée,. À 17 h 10, l'épave est trouvée et le bilan est officiel : il n'y a aucun survivant parmi les quarante-huit passagers et membres d'équipage de l'avion où se trouvaient aussi la violoniste Ginette Neveu et le peintre Bernard Boutet de Monvel,,. Le boxeur est identifié grâce à ses montres : la première, cadeau d'Édith Piaf, à l'heure américaine et l'autre, celle de sa vie officielle, à l'heure française,.

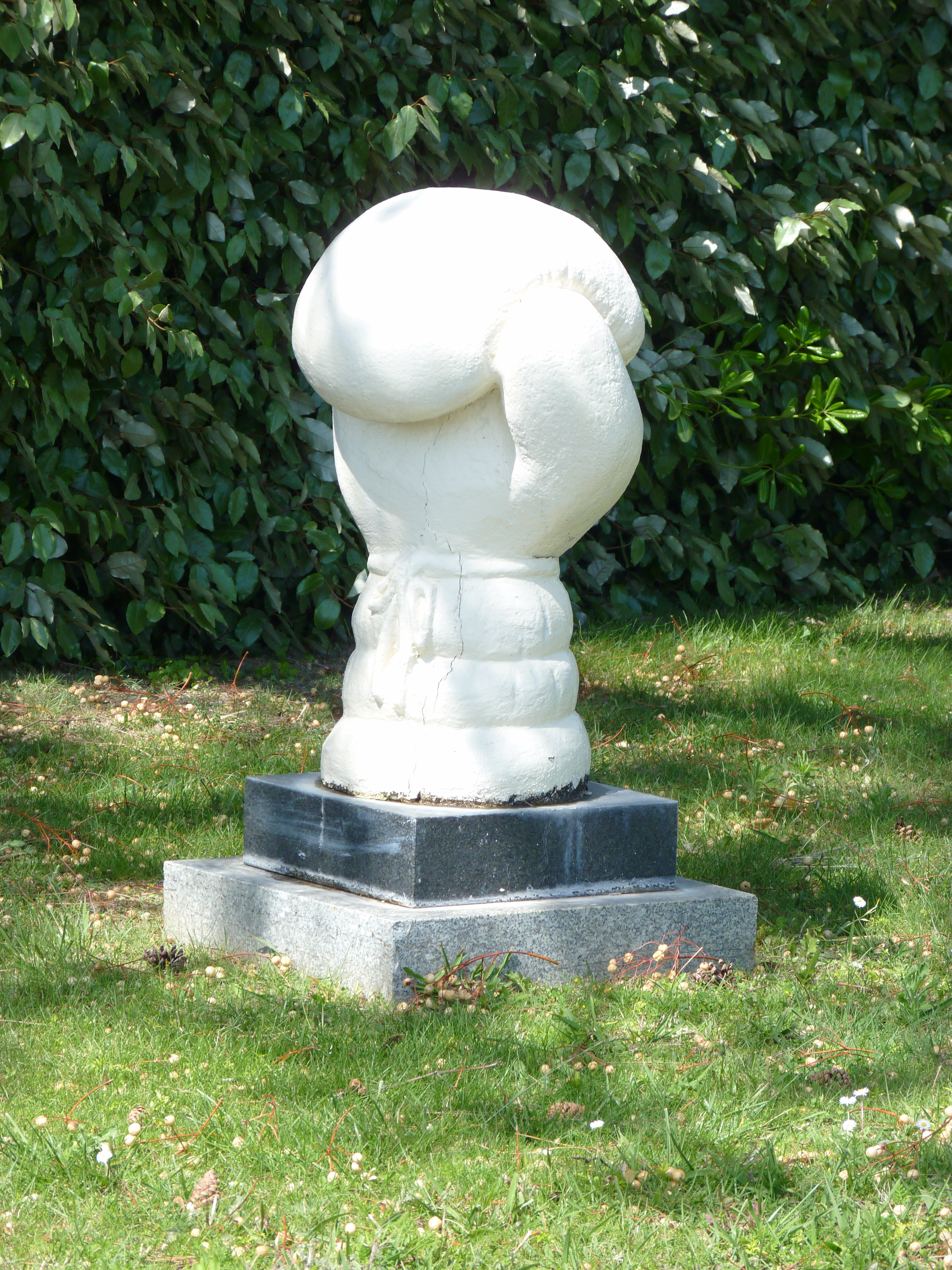
Un poing ganté en blanc est dressé sur une pelouse à gauche de la sépulture de Cerdan.

La mort du champion français au sommet de sa gloire fait les gros titres de la presse, la France est en deuil. Le samedi 29, L'Équipe met huit photos de l'accident à la une et titre « Volant vers la victoire, Marcel CERDAN a rencontré la MORT ! »,. Les hommages se multiplient, de Georges Carpentier à Jake LaMotta. Au soir du 29, Édith Piaf chante Hymne à l'amour à New York puis tombe évanouie. Le 31, le monde de la boxe anglaise rend hommage à Cerdan, au Vélodrome d'Hiver avec six champions français et au Madison Square Garden où un arbitre égrène les dix secondes fatidiques du seul et dernier compte de la carrière du champion. Le 18 novembre, Cerdan est cité à l'ordre de la Nation : « Champion de boxe, dont la conduite pendant la guerre et la juste popularité ont fait une des figures les plus exemplaires du sport français. Il a trouvé la mort dans la catastrophe aérienne des Açores au moment où il allait combattre pour reconquérir le titre mondial »,. Trois jours plus tard, il est décoré de la Légion d'honneur. Le 19 décembre, un gala « Marcel Cerdan » est organisé au Palais de Chaillot à Paris, au bénéfice des Anciens de la boxe. L'actrice Madeleine Robinson lit sur la scène le vibrant hommage au boxeur de Jean Cocteau : « C'était l'homme le plus simple et le plus propre. Il se dégageait de lui une grâce et une phosphorescence de l'âme qui jouaient dans sa gloire un rôle supérieur à sa force. [...] Cerdan était un vrai héros, et c'est à ce titre qu'il s'attachait les foules et que, comme le dit Racine, il voyait partout les cœurs voler à son passage ».
Son corps est rapatrié à Casablanca le 8 novembre. Une chapelle ardente est installée au stade Lyautey où une foule massive se presse pour lui rendre hommage nuit et jour. Le 10 novembre 1949, soixante-dix mille personnes assistent à son enterrement au cimetière de Ben M'Sick. Sa dépouille est transférée 46 ans plus tard, à la demande de sa femme Marinette, en France où il est inhumé dans le cimetière du Sud de Perpignan le 29 octobre 1995,.

## Palmarès et distinctions
Le palmarès officiel de Marcel Cerdan comprend 110 victoires (65 KO) pour seulement quatre défaites. Les huit premiers combats professionnels de Marcel Cerdan, au Petit Central de Casablanca, ne figurent pas à son palmarès officiel,. D'autres sources font état de 118 combats ou encore 123 combats.
Marcel Cerdan a mis treize fois KO au 1er round ses adversaires au cours de sa carrière professionnelle, la victoire la plus rapide ayant été obtenue en 22 secondes (dont dix secondes de compte) face à Gustave Humery, le 18 avril 1942 à Paris. Invaincu jusqu'à son 47e combat professionnel, une défaite par disqualification contre Harry Craster, il lui faudra attendre son 105e affrontement sur le ring pour voir l'arbitre lever le bras de son adversaire, une courte défaite face à Cyrille Delannoit.
Le « bombardier marocain » compte à son palmarès cinq championnats de France et quatre championnats d'Europe victorieux. Son principal fait de gloire est d'être devenu le premier non-américain à devenir champion du monde des poids moyens le 21 septembre 1948, avec la manière puisque sa victoire contre Tony Zale est désignée combat de l'année Ring Magazine. Cet exploit en fait le Champion des champions Français de L'Équipe cette même année. Reconnu à titre posthume comme l'un des meilleurs pugislistes de sa génération, il est élu à l'International Boxing Hall of Fame en 1991.
| 114 combats     | 110 victoires | 4 défaites |
| Avant la limite | 65            | 3          |
| Sur décision    | 45            | 1          |

| Décision possible : KO • TKO (KO technique) • UD (décision aux points unanime) • MD (décision aux points majoritaire) • SD (décision aux points partagée) • D (match nul) • NC (sans décision) • RTD (abandon) |        |                     |      |         |                   |                                                   |                                                                                       |
| Résultat | Record | Adversaire          | Type | Round   | Date              | Lieu                                              | Notes                                                                                 |
| Défaite | 110-4  | Jake LaMotta        | RTD  | 9 (15)  | 16 juin 1949      | Briggs Stadium, Détroit                           | Titre de champion du monde des poids moyens de la National Boxing Association en jeu. |
| Victoire | 110-3  | Lucien Krawczyk     | KO   | 4 (10)  | 8 mai 1949        | Stade Philip, Casablanca                          | [ 162 ]                                                                               |
| Victoire | 109-3  | Dick Turpin         | KO   | 7 (10)  | 29 mars 1949      | Earls Court Exhibition Centre, Londres            | [ 163 ]                                                                               |
| Victoire | 108-3  | Tony Zale           | RTD  | 11 (15) | 21 septembre 1948 | Roosevelt Stadium, Jersey City                    | Titre de champion du monde des poids moyens de la National Boxing Association en jeu. |
| Victoire | 107-3  | Cyrille Delannoit   | PTS  | 15      | 10 juillet 1948   | Palais des Sports, Bruxelles                      | Titre européen EBU des poids moyens en jeu.                                           |
| Défaite | 106-3  | Cyrille Delannoit   | PTS  | 15      | 23 mai 1948       | Stade du Heysel, Bruxelles                        | Titre européen EBU des poids moyens en jeu,.                                          |
| Victoire | 106-2  | Lucien Krawczyk     | PTS  | 10      | 25 mars 1948      | Salle Wagram, Paris                               | ,.                                                                                    |
| Victoire | 105-2  | Lavern Roach        | TKO  | 8 (10)  | 12 mars 1948      | Madison Square Garden, New York                   | [ 111 ]                                                                               |
| Victoire | 104-2  | Janek Walzack       | KO   | 4 (15)  | 9 février 1948    | Palais des Sports, Paris                          | Titre de champion de France et titre européen EBU des poids moyens en jeu.            |
| Victoire | 103-2  | Giovanni Manca      | KO   | 2 (15)  | 26 janvier 1948   | Palais des Sports, Paris                          | Titre européen EBU des poids moyens en jeu.                                           |
| Victoire | 102-2  | Anton Raadik        | UD   | 10      | 31 octobre 1947   | Chicago Stadium, Chicago                          | [ 108 ]                                                                               |
| Victoire | 101-2  | Billy Walker        | TKO  | 1 (10)  | 7 octobre 1947    | Forum, Montréal                                   | ,                                                                                     |
| Victoire | 100-2  | Harold Green        | TKO  | 2 (10)  | 28 mars 1947      | Madison Square Garden, New York                   | [ 167 ]                                                                               |
| Victoire | 99-2   | Bert Gilroy         | KO   | 4 (10)  | 11 février 1947   | Regents Crest Hotel, Londres                      | [ 104 ]                                                                               |
| Victoire | 98-2   | Léon Fouquet        | KO   | 1 (15)  | 2 février 1947    | Parc des Expositions, Paris                       | Titre vacant européen EBU des poids moyens en jeu.                                    |
| Victoire | 97-2   | Georgie Abrams      | UD   | 10      | 6 décembre 1946   | Madison Square Garden, New York                   | [ 102 ]                                                                               |
| Victoire | 96-2   | Jean Pankowiak      | KO   | 5 (10)  | 20 octobre 1946   | Stade de la Croix de Berny, Antony                | [ 168 ]                                                                               |
| Victoire | 95-2   | Holman Williams     | PTS  | 10      | 7 juillet 1946    | Stade Roland-Garros, Paris                        | [ 100 ]                                                                               |
| Victoire | 94-2   | Robert Charron      | PTS  | 12      | 25 mai 1946       | Parc des Princes, Paris                           | Titre de champion de France des poids moyens en jeu.                                  |
| Victoire | 93-2   | Joe Brun            | KO   | 2 (10)  | 14 avril 1946     | Promenade des Anglais, Nice                       | [ 169 ]                                                                               |
| Victoire | 92-2   | José Ferrer         | KO   | 4 (10)  | 24 février 1946   | Arènes La Monumental, Barcelone                   | .                                                                                     |
| Victoire | 91-2   | Edouard Tenet       | PTS  | 12      | 18 janvier 1946   | Vélodrome d'Hiver, Paris                          | Titre de champion de France des poids moyens en jeu.                                  |
| Victoire | 90-2   | Agostinho Guédès    | KO   | 1 (10)  | 12 janvier 1946   | Colisée des Recreios, Lisbonne                    | [ 95 ]                                                                                |
| Victoire | 89-2   | Victor Buttin       | KO   | 3 (12)  | 8 décembre 1945   | Saint-Étienne                                     | [ 94 ]                                                                                |
| Victoire | 88-2   | Assane Diouf        | KO   | 3 (12)  | 1er décembre 1945 | Palais des Sports, Paris                          | Titre de champion de France des poids moyens en jeu.                                  |
| Victoire | 87-2   | Tommy Davies        | KO   | 1 (10)  | 19 octobre 1945   | Palais des Sports, Paris                          | [ 171 ]                                                                               |
| Victoire | 86-2   | Edouard Tenet       | PTS  | 10      | 23 juin 1945      | Stade de la Croix de Berny, Antony                | ,.                                                                                    |
| Victoire | 85-2   | Oscar Menozzi       | KO   | 3 (10)  | 3 juin 1945       | Arènes du Rond-Point du Prado, Marseille          | ,                                                                                     |
| Victoire | 84-2   | Jean Despeaux       | KO   | 5 (10)  | 13 mai 1945       | Stade de la Croix-de-Bernay, Paris                | ,.                                                                                    |
| Victoire | 83-2   | Joe Brun            | TKO  | 7 (10)  | 9 mars 1945       | Palais des Sports, Paris                          | ,.                                                                                    |
| Victoire | 82-2   | Ralph Burnley       | TKO  | 6       | 16 décembre 1944  | Théâtre Brancaccio, Rome                          | ,.                                                                                    |
| Victoire | 81-2   | Floyd Gibson        | PTS  | 3       | 14 décembre 1944  | Théâtre Brancaccio, Rome                          |                                                                                       |
| Victoire | 80-2   | Clint Perry         | KO   | 1 (3)   | 12 décembre 1944  | Palais Brancaccio, Rome                           |                                                                                       |
| Victoire | 79-2   | Bouaya              | KO   | 1       | 21 octobre 1944   | « Paris », Casablanca                             | [ 183 ]                                                                               |
| Victoire | 78-2   | Joë de Martino      | TKO  | 1 (3)   | 19 février 1944   | Stade communal de Saint Eugène, Alger             | ,.                                                                                    |
| Victoire | 77-2   | Salvatore Adragna   | PTS  | 3       | 17 février 1944   | Stade communal de Saint Eugène, Alger             | .                                                                                     |
| Victoire | 76-2   | Herold Drouhin      | KO   | 1 (3)   | 15 février 1944   | Stade communal de Saint Eugène, Alger             | [ 186 ]                                                                               |
| Victoire | 75-2   | Willie Sampson      | KO   | 2       | 30 janvier 1944   | Stade Philip, Casablanca                          | [ 89 ]                                                                                |
| Victoire | 74-2   | James Toney         | KO   | 2       | 26 décembre 1943  | Oran                                              | ,                                                                                     |
| Victoire | 73-2   | Bob Mulano          | KO   | 2 (10)  | 30 octobre 1943   | Stade Philip, Casablanca                          | ,                                                                                     |
| Victoire | 72-2   | Cisneros Larry      | KO   | 6 (10)  | 10 octobre 1943   | Oran                                              | [ 84 ]                                                                                |
| Victoire | 71-2   | Omar Kouïdri        | PTS  | 10      | 11 septembre 1943 | Stade communal de Saint Eugène, Alger             | ,                                                                                     |
| Victoire | 70-2   | John McCoy          | KO   | 2 (10)  | 8 août 1943       | Oran                                              | [ 189 ]                                                                               |
| Victoire | 69-2   | José Ferrer         | TKO  | 1 (15)  | 30 septembre 1942 | Vélodrome d'Hiver, Paris                          | Titre européen EBU des poids mi-moyens en jeu,.                                       |
| Défaite | 68-2   | Victor Buttin       | DQ   | 8 (10)  | 15 août 1942      | Stade communal de Saint Eugène, Alger             | [ 79 ]                                                                                |
| Victoire | 68-1   | Fernand Frely       | TKO  | 3 (10)  | 2 août 1942       | Marseille                                         | [ 78 ]                                                                                |
| Victoire | 67-1   | Victor Janas        | TKO  | 2 (10)  | 25 juillet 1942   | Stade communal de Saint Eugène, Alger             | [ 77 ]                                                                                |
| Victoire | 66-1   | Gaspard DeRidder    | KO   | 1 (10)  | 28 juin 1942      | Grand Palais, Paris                               | [ 75 ]                                                                                |
| Victoire | 65-1   | Fernand Viez        | PTS  | 10      | 17 mai 1942       | Grand Palais, Paris                               | [ 73 ]                                                                                |
| Victoire | 64-1   | Gustave Humery      | KO   | 1 (10)  | 26 avril 1942     | Vélodrome d'Hiver, Paris                          | ,                                                                                     |
| Victoire | 63-1   | Fred Flury          | TKO  | 7 (10)  | 21 février 1942   | Palais des Fêtes et des Expositions, Nice         | [ 169 ]                                                                               |
| Victoire | 62-1   | Robert Seidel       | TKO  | 3 (10)  | 31 décembre 1941  | Grand Casino, Vichy                               | ,                                                                                     |
| Victoire | 61-1   | Roland Coureau      | TKO  | 9 (10)  | 13 septembre 1941 | Stade communal de Saint Eugène, Alger             | ,                                                                                     |
| Victoire | 60-1   | Joe Brun            | RTD  | 2 (10)  | 21 juillet 1941   | Stade du Gallia, Oran                             | ,                                                                                     |
| Victoire | 59-1   | François Blanchard  | KO   | 6 (10)  | 22 juin 1941      | Arènes du Rond-Point du Prado, Marseille          | ,                                                                                     |
| Victoire | 58-1   | Omar Kouidri        | KO   | 9 (12)  | 4 mai 1941        | Stade du Gallia, Oran                             | Conserve le titre de champion de France des poids mi-moyens                           |
| Victoire | 57-1   | Victor Fortes       | KO   | 2 (10)  | 13 avril 1941     | Stade du Gallia, Oran                             | [ 197 ]                                                                               |
| Victoire | 56-1   | Victor Janas        | PTS  | 10      | 9 mars 1941       | Vélodrome d'Anfa, Casablanca                      | [ 198 ]                                                                               |
| Victoire | 55-1   | Victor Fortes       | RTD  | 7 (10)  | 2 février 1941    | Foyer Civic, Alger                                | [ 199 ]                                                                               |
| Victoire | 54-1   | Young Raymond       | RTD  | 6 (10)  | 26 janvier 1941   | Stade Philip, Casablanca                          | ,                                                                                     |
| Victoire | 53-1   | Young Raymond       | KO   | 1 (10)  | 19 janvier 1941   | Foyer Civic, Alger                                | ,                                                                                     |
| Victoire | 52-1   | Cleto Locatelli     | PTS  | 10      | 18 juin 1939      | Arènes du Rond-Point du Prado, Marseille          | [ 200 ]                                                                               |
| Victoire | 51-1   | Saverio Turiello    | PTS  | 15      | 3 juin 1939       | Vélodrome Vigorelli, Milan                        | Titre européen EBU des poids mi-moyens en jeu.                                        |
| Victoire | 50-1   | Roger Cadot         | TKO  | 6 (12)  | 21 mai 1939       | Arènes du Rond-Point du Prado, Marseille          | [ 54 ]                                                                                |
| Victoire | 49-1   | Felix Wouters       | PTS  | 12      | 22 mars 1939      | Palais des Sports, Bruxelles                      | [ 53 ]                                                                                |
| Victoire | 48-1   | Saverio Turiello    | PTS  | 12      | 20 février 1939   | Vélodrome d'Hiver, Paris                          | ,                                                                                     |
| Victoire | 47-1   | Al Baker            | KO   | 7 (12)  | 4 février 1939    | Palais des Sports, Bruxelles                      | [ 50 ]                                                                                |
| Victoire | 46-1   | Ercole Buratti      | PTS  | 10      | 21 janvier 1939   | Alger                                             | ,                                                                                     |
| Défaite | 45-1   | Harry Craster       | DQ   | 5 (10)  | 9 janvier 1939    | Earls Court Exhibition Centre, Londres            | ,                                                                                     |
| Victoire | 45-0   | Omar Kouidri        | PTS  | 12      | 24 novembre 1938  | Salle Wagram, Paris                               | Conserve le titre de champion de France des poids mi-moyens.                          |
| Victoire | 44-0   | Alfred Katter       | KO   | 5 (10)  | 10 novembre 1938  | Salle Wagram, Paris                               | [ 202 ]                                                                               |
| Victoire | 43-0   | Amedeo Deyana       | PTS  | 10      | 27 octobre 1938   | Salle Wagram, Paris                               | ,                                                                                     |
| Victoire | 42-0   | Al Baker            | PTS  | 10      | 15 septembre 1938 | Salle Wagram, Paris                               | ,                                                                                     |
| Victoire | 41-0   | Victor Deckmyn      | PTS  | 10      | 3 juillet 1938    | Arènes d'Eckmühl, Oran                            | ,                                                                                     |
| Victoire | 40-0   | Jean Morin          | PTS  | 10      | 4 juin 1938       | Automobile Hall, Alger                            | ,                                                                                     |
| Victoire | 39-0   | Gustave Humery      | KO   | 6 (10)  | 20 mai 1938       | Palais des Sports, Paris                          | [ 31 ]                                                                                |
| Victoire | 38-0   | Cleto Locatelli     | PTS  | 12      | 5 mai 1938        | Velodrome d'Hiver, Paris                          | [ 203 ]                                                                               |
| Victoire | 37-0   | Eddie Rabak         | PTS  | 10      | 13 avril 1938     | Palais des Sports, Paris                          | ,                                                                                     |
| Victoire | 36-0   | Charles Pernot      | PTS  | 10      | 12 mars 1938      | Stade communal de Saint Eugène, Alger             | ,                                                                                     |
| Victoire | 35-0   | Omar Kouidri        | PTS  | 12      | 21 février 1938   | Vox, Casablanca                                   | Titre de champion de France des poids mi-moyens en jeu,.                              |
| Victoire | 34-0   | Jean Zidès          | TKO  | 9 (10)  | 20 janvier 1938   | Salle Wagram, Paris                               | ,                                                                                     |
| Victoire | 33-0   | Eddie Ran           | KO   | 2 (10)  | 13 janvier 1938   | Salle Wagram, Paris                               | ,                                                                                     |
| Victoire | 32-0   | Charles Feodorowich | TKO  | 2 (10)  | 6 janvier 1938    | Salle Wagram, Paris                               | [ 18 ]                                                                                |
| Victoire | 31-0   | Max Ifergane        | PTS  | 10      | 18 décembre 1937  | Rabat                                             | [ 204 ]                                                                               |
| Victoire | 30-0   | Jean Morin          | PTS  | 10      | 21 octobre 1937   | Salle Wagram, Paris                               | [ 16 ]                                                                                |
| Victoire | 29-0   | Louis Jampton       | PTS  | 10      | 8 octobre 1937    | Salle Wagram, Paris                               | [ 15 ]                                                                                |
| Victoire | 28-0   | Eddie Rabak         | KO   | 6 (10)  | 13 septembre 1937 | Vox, Casablanca                                   | [ 14 ]                                                                                |
| Victoire | 27-0   | Kid Marcel          | PTS  | 10      | 22 août 1937      | Oran                                              |                                                                                       |
| Victoire | 26-0   | Ali Omar            | TKO  | 5 (10)  | 3 juillet 1937    | Hall de la Foire, Alger                           | [ 205 ]                                                                               |
| Victoire | 25-0   | Omar Kouidri        | PTS  | 10      | 3 avril 1937      | Stade Communal de Saint Eugène, Alger             | [ 206 ]                                                                               |
| Victoire | 24-0   | Omar Kouidri        | PTS  | 10      | 2 mars 1937       | Rabat                                             | [ 207 ]                                                                               |
| Victoire | 23-0   | Maurice Naudin      | TKO  | 3 (10)  | 30 janvier 1937   | Hall de la Foire, Alger                           | [ 208 ]                                                                               |
| Victoire | 22-0   | Aissa Attaf         | TKO  | 8 (10)  | 16 janvier 1937   | Alger                                             | [ 209 ]                                                                               |
| Victoire | 21-0   | Jean Debeaumont     | PTS  | 10      | 21 novembre 1936  | Pavillon Bleu, Casablanca                         | [ 210 ]                                                                               |
| Victoire | 20-0   | Aissa Attaf         | KO   | 1 (10)  | 8 novembre 1936   | Salle Mazella, Alger                              | [ 211 ]                                                                               |
| Victoire | 19-0   | Primo Rubio         | PTS  | 10      | 17 octobre 1936   | Magasin 6 de la Manutention Marocaine, Casablanca | [ 212 ]                                                                               |
| Victoire | 18-0   | Al Francis          | KO   | 6 (10)  | 2 août 1936       | Arenes d'Eckmühl, Oran                            | [ 213 ]                                                                               |
| Victoire | 17-0   | Fausto Fil          | RTD  | 5 (10)  | 8 juillet 1936    | Rabat                                             | [ 214 ]                                                                               |
| Victoire | 16-0   | Mariano Castillanos | PTS  | 10      | 6 juin 1936       | Arènes de Casablanca, Casablanca                  | [ 215 ]                                                                               |
| Victoire | 15-0   | Kid Abadie          | KO   | 3 (10)  | 27 mai 1936       | Pavillon Bleu, Casablanca                         | ,                                                                                     |
| Victoire | 14-0   | Ricardo             | TKO  | 5 (10)  | 23 mai 1936       | Casablanca                                        |                                                                                       |
| Victoire | 13-0   | Joseph Martinez     | TKO  | 9 (10)  | 11 avril 1936     | Taza                                              | [ 5 ]                                                                                 |
| Victoire | 12-0   | Max Ifergane        | PTS  | 10      | 7 avril 1936      | Pavillon Bleu, Casablanca                         | [ 218 ]                                                                               |
| Victoire | 11-0   | Antoine Abad        | PTS  | 10      | 4 mars 1936       | Pavillon Bleu, Casablanca                         | ,                                                                                     |
| Victoire | 10-0   | Mak Perez           | PTS  | 10      | 14 décembre 1935  | Casablanca                                        |                                                                                       |
| Victoire | 9-0    | Mak Perez           | PTS  | 10      | 23 novembre 1935  | Salle des Fetes du Maarif, Casablanca             | [ 221 ]                                                                               |
| Victoire | 8-0    | Francisco Mestre    | PTS  | 10      | 3 août 1935       | Roland-Garros marocain, Casablanca                | ,                                                                                     |
| Victoire | 7-0    | Joseph Sarfati      | PTS  | 10      | 19 juillet 1935   | Roland-Garros marocain, Casablanca                | ,                                                                                     |
| Victoire | 6-0    | Mak Perez           | RTD  | 2 (10)  | 5 juillet 1935    | Roland-Garros marocain, Casablanca                | [ 225 ]                                                                               |
| Victoire | 5-0    | Max Privat          | RTD  | 5 (10)  | 13 avril 1935     | Pavillon Bleu, Casablanca                         | [ 12 ]                                                                                |
| Victoire | 4-0    | Leon Benazra        | PTS  | 10      | 13 avril 1935     | Pavillon Bleu, Casablanca                         |                                                                                       |
| Victoire | 3-0    | Perez III           | PTS  | 10      | 16 février 1935   | Cirque Melburn, Casablanca                        |                                                                                       |
| Victoire | 2-0    | Leon Benazra        | RTD  | 5 (6)   | 12 novembre 1934  | Meknès                                            |                                                                                       |
| Victoire | 1-0    | Marcel Bucchianeri  | PTS  | 6       | 4 novembre 1934   | Meknès                                            | [ 160 ]                                                                               |

## Personnalité et style
Marcel Cerdan est le champion sportif français de son époque. Le boxeur fait l'unanimité, salué par son large sourire, constant et contagieux. Souvent présenté comme un homme simple, Marcel Cerdan est, pour le journaliste Jacques Marchand qui l'a suivi de près après la Guerre, « complexe et parfois complexé ». Marchand le décrit comme « Un homme fort et d'une incroyable faiblesse. Un doux dans la vie, un violent dans sa fonction de boxeur. Capable d'un courage extrême et mauviette devant la seringue d'une infirmière ». Hors des rings, Marcel Cerdan fuit le conflit. Toujours d'accord, il accepte toutes les invitations, quitte à les oublier. Négligent de nature, il n'a aucun sens de l'horaire ni du calendrier. Il aime particulièrement le cinéma et les bons repas,. Son épouse déplore ses fréquentations et ses sorties nocturnes, fréquentes, qui le fait rentrer tard dans la nuit. Aux questions dérangeantes, il répond par un éclat de rire. Généreux, il prête sans se soucier des remboursements.
Marcel Cerdan est un homme superstitieux, sur et en dehors des rings. Il porte toujours un costume bleu, celui qui lui porte chance, lorsqu'il prend l'avion. À partir de ses premiers combats parisiens, il porte un short bleu avec une bande blanche cousue par sa mère dans laquelle elle a glissé une médaille de l'Enfant Jésus,. Le boxeur effectue tout un rituel avant chaque combat et lorsque, pressé, il ne peut le suivre contre Jake LaMotta en 1949, Cerdan attribue sa défaite à ce dérèglement.
Pour Miroir Sprint, Marcel Cerdan est « remarquablement proportionné. Son torse puissant et velu, ses deltoïdes bien dessinés, ses épaules larges, sa poitrine profonde, composaient le type parfait du boxeur poids moyen ». Le journal évoque également ses jambes musclées sur les stades de football. Avec une envergure de 1,78 mètre, Marcel Cerdan est un cogneur exceptionnel. En 1939, s'il est déjà presque unanimement reconnu comme le meilleur boxeur français, son style est critiqué dans Le Miroir des sports qui lui reproche de n'utiliser que des crochets, pas d'uppercuts ou de directs, bien qu'il possède un grand nombre d'atouts : vitalité, dynamisme, vitesse et une volonté de gagner coûte que coûte. Se servant de ses deux mains, il ne cesse de harceler ses adversaires, spécialement au corps et n'est jamais le premier à reculer,.
Adroit dans l'utilisation de son bras gauche, ses enchaînements gauche-droit lui permettent de mettre un terme à de nombreux combats avant la limite. Pour son entraîneur Lucien Roupp, il a tendance à trop utiliser la droite au détriment de la gauche, si bien qu'il lui interdit de l'utiliser à l'entraînement, l'obligeant à boxer avec un livre sous le bras droit. En mai 1946, le journal France-Soir liste ses principaux atouts de la manière suivante : 
1. Cross du gauche sur le direct du droit.
2. Remise du droit sur crochet gauche.
3. Une-deux face.
4. Esquive rotative et crochet.
5. Série crochets corps et face[99].

## Postérité et héritage

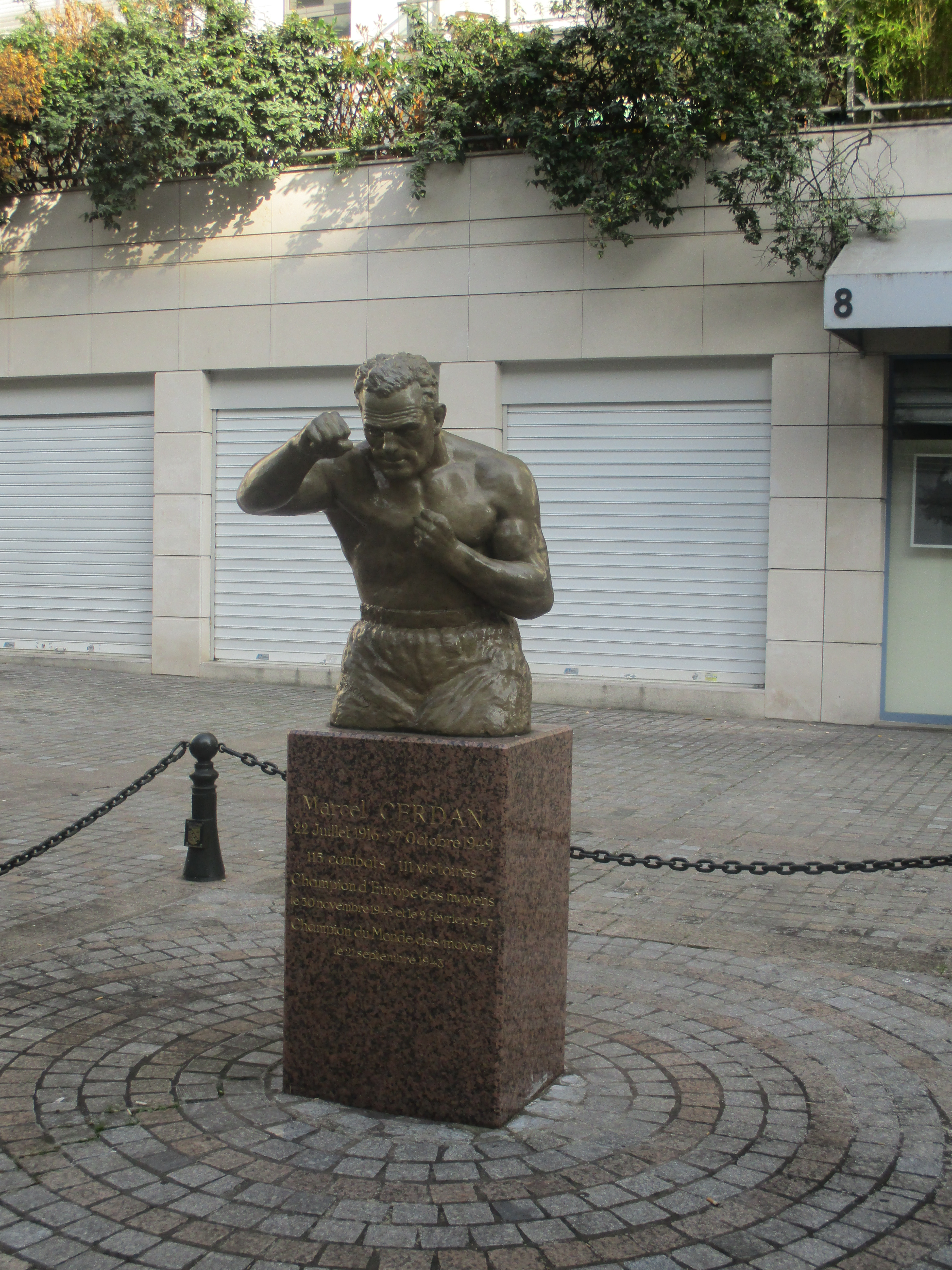
Statue de Marcel Cerdan à Levallois-Perret.

Marcel Cerdan est l'un des plus grands boxeurs français du XXe siècle et il jouit, après les années 1940, d'une popularité incommensurable en France. Pour le journaliste Jacques Marchand, « il symbolisait la liberté et la victoire retrouvées [après les humiliations de l'Occupation] ». En 1985, les lecteurs de L'Équipe-Magazine placent en tête sa victoire contre Tony Zale dans les plus grands exploits du sport français. L'année suivante, un sondage de L'Express indique que 80 % des Français connaissent Cerdan, plus de trois décennies après sa mort. En 1989, un sondage de L'Équipe-Magazine le désigne comme l'athlète qui « représente le mieux la légende du sport français » dans un supplément hebdomadaire dont il a fallu faire un retirage. Le mythe Marcel Cerdan traverse les générations par sa disparition soudaine au faîte de sa gloire alors qu'il est un héros d'origine populaire sorti de la masse par ses exploits sportifs.

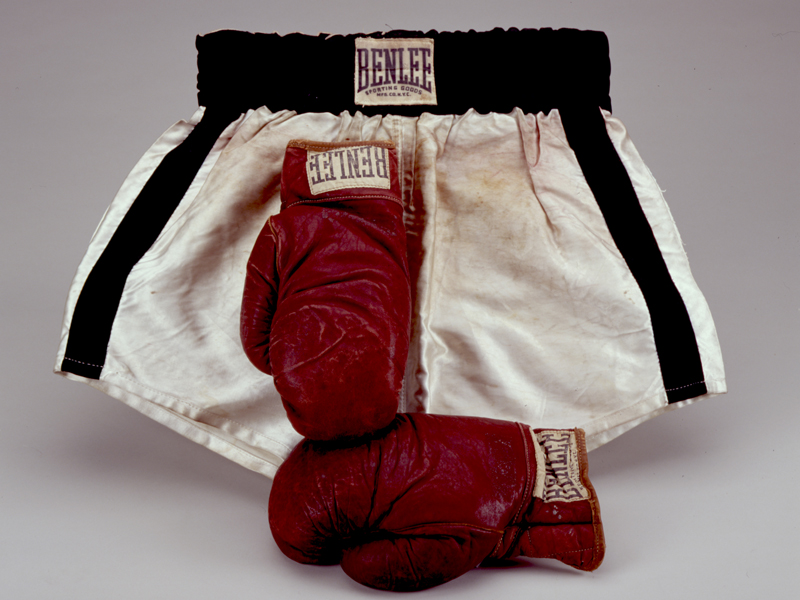
Les gants et le short de Marcel Cerdan utilisés lors de son titre, contre Tony Zale en 1948, exposés au musée national du Sport.

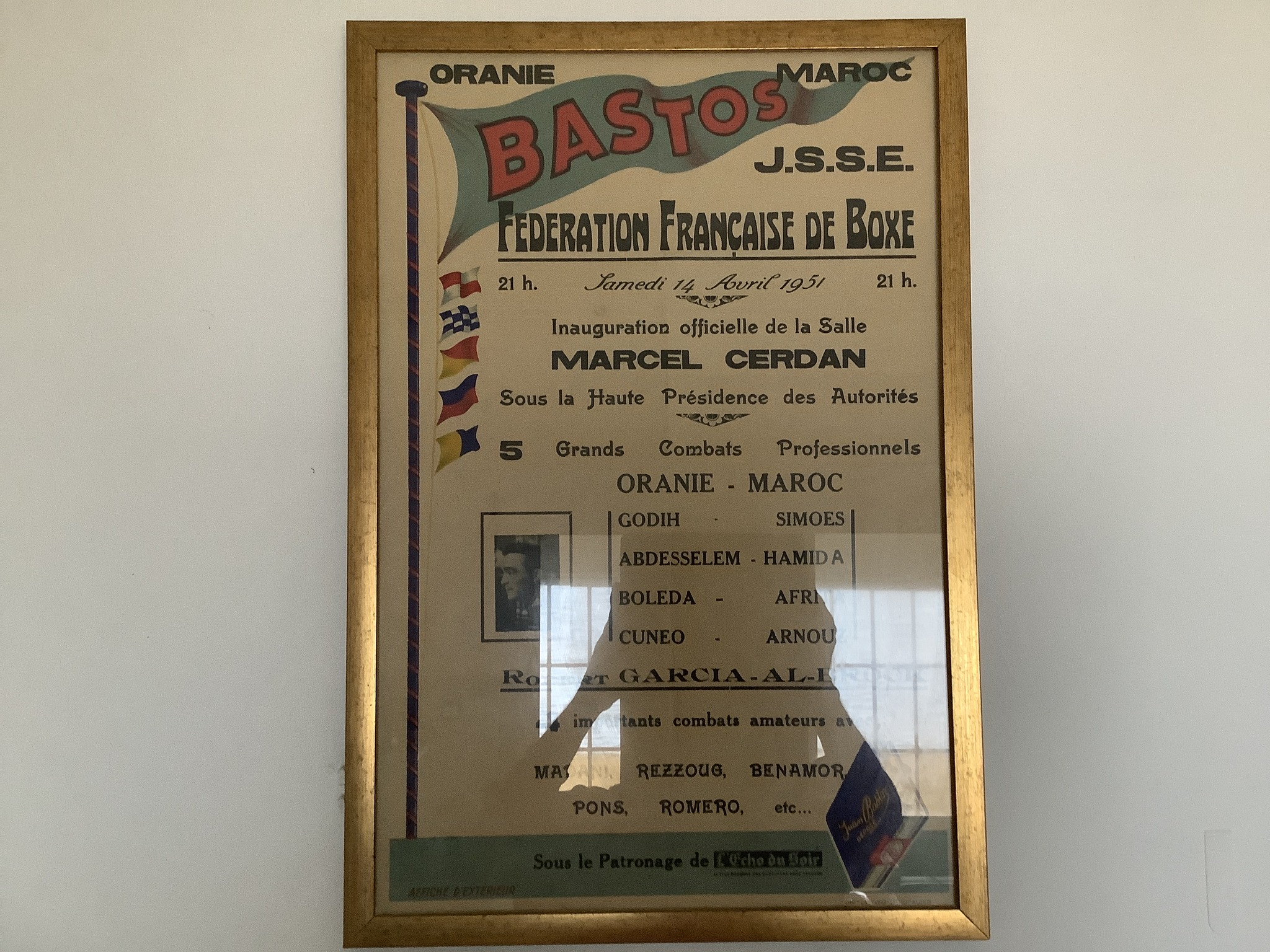
Inauguration d'une salle de sport en 1951 qui porte son nom en Algérie.

De nombreuses communes rendent hommage à ce héros en nommant des voies ou des établissements en son nom. Dès novembre 1950, le gouverneur général de l'Algérie Marcel-Edmond Naegelen inaugure un stade au nom du boxeur à Alger dans lequel est exposé un buste sculpté par André Greck représentant le boxeur. En juin 1951, Sugar Ray Robinson et Laurent Dauthuille inaugurent un monument élevé en son hommage dans le hall d'entrée du Palais des Sports de Paris. Dans le quartier du front de seine de Levallois-Perret, une rue piétonne porte son nom et une statue à son effigie a été érigée. La salle de basket-ball de la ville, inaugurée en 1992, est nommée palais des sports Marcel-Cerdan. Le 27 août 1998, la ville de Paris nomme une voie du quartier de Grenelle place Marcel-Cerdan en son hommage.
Son histoire d'amour avec Édith Piaf participe à son mythe. La chanteuse vedette lui dédie jusqu'à sa mort ses chansons Hymne à l'amour et Mon Dieu. Leur idylle est sujet à deux œuvres cinématographiques : Édith et Marcel (1983) de Claude Lelouch et La Môme (2007) d'Olivier Dahan. Dans Édith et Marcel, son rôle est joué par son fils, Marcel Cerdan Jr, lui-même boxeur professionnel de 1958 à 1972 — en remplacement de l'acteur Patrick Dewaere. Marcel Cerdan Jr reprend le rôle de son père en 1991 pour la mini-série Le Gang des tractions de Josée Dayan. Le roman Constellation d'Adrien Bosc revient en détail en 2014 sur l'accident d'avion dans lequel il a trouvé la mort.
Plusieurs timbres sont édités à son effigie et son nom est entré dans le dictionnaire Larousse. Les Français le choisissent en l'an 2000 pour être présent sur une série de timbres représentations le siècle passé. Tout ce qui est estampillé Marcel Cerdan attise les convoitises,. De nombreux objets de sa vie ont été mis aux enchères. En 1998, une quarantaine de ses trophées sont vendus au profit de Marinette Cerdan, la ceinture de champion du monde est vendue 260 000 francs et un short est adjugé à 35 000 francs. La valise de son dernier vol, retrouvée dans les décombres, est mise aux enchères en 2013. La victoire de Cerdan face à Tony Zale fait partie de l'exposition permanente du musée national du Sport avec la mise en lumière des gants et du short portés par le boxeur français pour remporter son titre de champion du monde.